# Lijst van gemeentelijke monumenten in Alkmaar (plaats)
De plaats Alkmaar, hoofdplaats van de gelijknamige gemeente, kent 658 gemeentelijke monumenten, hieronder een overzicht:
| Object | Bouwjaar              | Architect                     | Locatie                           | Coördinaten                   | Nr.        | Afbeelding |
| --- | --------------------- | ----------------------------- | --------------------------------- | ----------------------------- | ---------- | --- |
| School in Amsterdamse School-stijl                                                                                    | 1932                  |                               | Achter de Vest 5                  | 52° 38' 4" NB, 4° 44' 40" OL  | 0361/WN001 | School in Amsterdamse School-stijl                                                                                    |
| Woning | 1875-1900             |                               | Achterdam 20                      | 52° 37' 53" NB, 4° 45' 7" OL  | 0361/WN002 | Woning |
| |                       |                               | Achterdam 41                      | 52° 37' 52" NB, 4° 45' 7" OL  | 0361/WN003 | |
| | 1825-1850             |                               | Achterstraat 3                    | 52° 37' 55" NB, 4° 44' 59" OL | 0361/WN004 | |
| Boswachterswoning in chaletstijl                                                                                      | 1906, Circa 1880      |                               | Akerslaan 51                      | 52° 37' 46" NB, 4° 44' 4" OL  | 0361/WN005 | Boswachterswoning in chaletstijl                                                                                      |
| | 1875-1900             |                               | Baangracht 75                     | 52° 37' 41" NB, 4° 44' 51" OL | 0361/WN006 | Upload foto |
| Grenspaal |                       |                               | Bergerweg                         |                               | 0361/WN007 | Grenspaal |
| School, Ambachtsschool; burgeravondschool in traditionalistische stijl. Thans Regionaal Archief Alkmaar               | 1911, Circa 1915      |                               | Bergerweg 1                       | 52° 38' 8" NB, 4° 44' 11" OL  | 0361/WN008 | School, Ambachtsschool; burgeravondschool in traditionalistische stijl. Thans Regionaal Archief Alkmaar               |
| Woning in Amsterdamse School-stijl                                                                                    | 1923                  | Johannes van Reijendam        | Bergerweg 3                       | 52° 38' 10" NB, 4° 44' 12" OL | 0361/WN009 | Woning in Amsterdamse School-stijl                                                                                    |
| Woning in Delfts traditionalistische stijl                                                                            | 1938                  |                               | Bergerweg 29                      | 52° 38' 16" NB, 4° 43' 58" OL | 0361/WN010 | Woning in Delfts traditionalistische stijl                                                                            |
| Woning in Delfts traditionalistische stijl                                                                            | 1938                  |                               | Bergerweg 31                      | 52° 38' 16" NB, 4° 43' 58" OL | 0361/WN011 | Woning in Delfts traditionalistische stijl                                                                            |
| Watertoren in neorenaissancestijl                                                                                     | 1900                  |                               | Bergerweg 62                      | 52° 38' 11" NB, 4° 44' 11" OL | 0361/WN012 | Watertoren in neorenaissancestijl                                                                                     |
| Woning, Tolhuis in ambachtelijk traditionele stijl                                                                    | 1842, Circa 1850      |                               | Bergerweg 110                     | 52° 38' 37" NB, 4° 43' 26" OL | 0361/WN013 | Upload foto |
| Gebouw in Amsterdamse school stijl                                                                                    | 1922                  |                               | Bergerweg 112                     | 52° 38' 21" NB, 4° 43' 46" OL | 0361/WN014 | Upload foto |
| Woning, Dieselgemaal in ambachtelijk traditionele stijl in Amsterdamse School-stijl                                   | Circa 1920            |                               | Bergerweg 114                     | 52° 38' 35" NB, 4° 43' 25" OL | 0361/WN015 | Woning, Dieselgemaal in ambachtelijk traditionele stijl in Amsterdamse School-stijl                                   |
| Woning in ambachtelijk traditionele stijl                                                                             | 1909                  |                               | Bergerweg 126                     | 52° 38' 21" NB, 4° 43' 49" OL | 0361/WN016 | Woning in ambachtelijk traditionele stijl                                                                             |
| Woning in Amsterdamse school stijl                                                                                    | 1906                  |                               | Bergerweg 130                     | 52° 38' 21" NB, 4° 43' 48" OL | 0361/WN017 | Woning in Amsterdamse school stijl                                                                                    |
| Woonboerderij, boerderij in neoclassicistische stijl in Streekeigen bouwtrant stijl                                   | 1882, Circa 1880      |                               | Bergerweg 163                     | 52° 38' 55" NB, 4° 43' 27" OL | 0361/WN018 | Upload foto |
| Woning in neogotische stijl                                                                                           | 1898                  |                               | Bierkade 22                       | 52° 37' 43" NB, 4° 45' 17" OL | 0361/WN019 | Woning in neogotische stijl                                                                                           |
| Woning in Amsterdamse school stijl                                                                                    |                       |                               | Bierkade 24                       | 52° 37' 43" NB, 4° 45' 17" OL | 0361/WN020 | Woning in Amsterdamse school stijl                                                                                    |
| | 1932                  |                               | Blekerskade                       | 52° 37' 31" NB, 4° 44' 40" OL | 0361/WN021 | Upload foto |
| Lyceum in traditionalistische stijl Petrus Canisius College                                                           | 1929, 1930            | Nies Molenaar                 | Blekerskade 11                    | 52° 37' 32" NB, 4° 44' 44" OL | 0361/WN022 | Lyceum in traditionalistische stijl Petrus Canisius College                                                           |
| | 1925                  |                               | Blekerskade 12                    | 52° 37' 30" NB, 4° 44' 40" OL | 0361/WN023 | |
| Winkel in traditionalistische stijl                                                                                   | 1909                  |                               | Boterstraat 2                     | 52° 37' 50" NB, 4° 44' 56" OL | 0361/WN024 | Winkel in traditionalistische stijl                                                                                   |
| |                       |                               | Breedstraat 12                    | 52° 37' 51" NB, 4° 44' 51" OL | 0361/WN025 | |
| |                       |                               | Breedstraat 22                    | 52° 37' 52" NB, 4° 44' 49" OL | 0361/WN026 | |
| Woning, Kantoor in Nieuwe bouwen stijl t Hooge Huys                                                                   | 1938, Circa 1930      |                               | Breedstraat 33                    | 52° 37' 53" NB, 4° 44' 45" OL | 0361/WN027 | Woning, Kantoor in Nieuwe bouwen stijl t Hooge Huys                                                                   |
| Woning in Amsterdamse school stijl                                                                                    | 1925                  |                               | Brouwerstraat 2                   | 52° 37' 21" NB, 4° 44' 10" OL | 0361/WN028 | Woning in Amsterdamse school stijl                                                                                    |
| Woning in Rationalisme stijl                                                                                          | 1925                  |                               | Cabeljaustraat 12                 | 52° 37' 58" NB, 4° 44' 17" OL | 0361/WN029 | Woning in Rationalisme stijl                                                                                          |
| Woning |                       |                               | Clarissenbuurt 1                  | 52° 37' 55" NB, 4° 44' 30" OL | 0361/WN030 | Woning |
| | 1929                  |                               | Comansstraat 47                   | 52° 37' 22" NB, 4° 44' 20" OL | 0361/WN031 | |
| | 1927                  |                               | Corfstraat 1                      | 52° 37' 23" NB, 4° 44' 12" OL | 0361/WN032 | |
| Woning in Amsterdamse school stijl                                                                                    | 1934                  |                               | Corfstraat 29                     | 52° 37' 20" NB, 4° 44' 18" OL | 0361/WN033 | Woning in Amsterdamse school stijl                                                                                    |
| Woning in Amsterdamse school stijl                                                                                    | 1930                  |                               | Costerstraat 1                    | 52° 37' 32" NB, 4° 44' 37" OL | 0361/WN034 | Woning in Amsterdamse school stijl                                                                                    |
| Woning met praktijkruimte in Delftse schoolstijl                                                                      | 1938                  | Bedaux, Jos (Goirle)          | Costerstraat 24                   | 52° 37' 35" NB, 4° 44' 32" OL | 0361/WN035 | Woning met praktijkruimte in Delftse schoolstijl                                                                      |
| Woning in Amsterdamse School-stijl                                                                                    | 1924                  |                               | Costerstraat 31                   | 52° 37' 33" NB, 4° 44' 33" OL | 0361/WN036 | Woning in Amsterdamse School-stijl                                                                                    |
| Woning in traditionalistische stijl                                                                                   |                       |                               | Dijk 4                            | 52° 37' 56" NB, 4° 45' 9" OL  | 0361/WN037 | Woning in traditionalistische stijl                                                                                   |
| Woning in Amsterdamse School-stijl                                                                                    | 1926                  |                               | Dijk 5                            | 52° 37' 55" NB, 4° 45' 8" OL  | 0361/WN038 | Woning in Amsterdamse School-stijl                                                                                    |
| Woning in neorenaissancestijl                                                                                         | 1897                  |                               | Doelenstraat 18                   | 52° 38' 1" NB, 4° 44' 47" OL  | 0361/WN039 | Woning in neorenaissancestijl                                                                                         |
| Woning, School in Amsterdamse School-stijl in Dudoktrant-stijl                                                        | 1930, Circa 1930      |                               | Dr. Schaepmankade 1               | 52° 37' 33" NB, 4° 45' 1" OL  | 0361/WN040 | Woning, School in Amsterdamse School-stijl in Dudoktrant-stijl                                                        |
| Woning in Amsterdamse School-stijl                                                                                    | 1924                  | Johannes van Reijendam        | Egmonderstraat 1                  | 52° 37' 58" NB, 4° 44' 14" OL | 0361/WN041 | Woning in Amsterdamse School-stijl                                                                                    |
| Woning, Woonhuizen in rationalistische stijl in overgangsarchitectuur-stijl                                           | 1919, Circa 1915-1935 |                               | Egmonderstraat 2                  | 52° 37' 58" NB, 4° 44' 15" OL | 0361/WN042 | Woning, Woonhuizen in rationalistische stijl in overgangsarchitectuur-stijl                                           |
| Woning in Rationalistische stijl                                                                                      | 1919                  |                               | Egmonderstraat 4                  | 52° 37' 58" NB, 4° 44' 15" OL | 0361/WN043 | Woning in Rationalistische stijl                                                                                      |
| Woning in Rationalistische stijl                                                                                      | 1919                  |                               | Egmonderstraat 6                  | 52° 37' 58" NB, 4° 44' 15" OL | 0361/WN044 | Woning in Rationalistische stijl                                                                                      |
| Woning, Herenhuis in traditionalistische stijl in neorenaissancestijl                                                 | 1897, Circa 1900      |                               | Emmastraat 2                      | 52° 37' 35" NB, 4° 44' 23" OL | 0361/WN045 | Woning, Herenhuis in traditionalistische stijl in neorenaissancestijl                                                 |
| Woning in neorenaissance stijl                                                                                        | 1897                  |                               | Emmastraat 4                      | 52° 37' 35" NB, 4° 44' 24" OL | 0361/WN046 | Woning in neorenaissance stijl                                                                                        |
| Woning in neorenaissance stijl                                                                                        | 1897                  |                               | Emmastraat 6                      | 52° 37' 35" NB, 4° 44' 25" OL | 0361/WN047 | Woning in neorenaissance stijl                                                                                        |
| Woning | 1908                  |                               | Emmastraat 25                     | 52° 37' 35" NB, 4° 44' 28" OL | 0361/WN048 | Woning |
| Woning, Woonhuizen in jugendstil in overgangsarchitectuur-stijl                                                       | 1910, Circa 1900      |                               | Emmastraat 27                     | 52° 37' 35" NB, 4° 44' 28" OL | 0361/WN049 | Woning, Woonhuizen in jugendstil in overgangsarchitectuur-stijl                                                       |
| Woning in jugendstil                                                                                                  | 1909                  |                               | Emmastraat 29                     | 52° 37' 35" NB, 4° 44' 29" OL | 0361/WN050 | Woning in jugendstil                                                                                                  |
| Woning in jugendstil                                                                                                  | 1907                  |                               | Emmastraat 31                     | 52° 37' 35" NB, 4° 44' 30" OL | 0361/WN051 | Woning in jugendstil                                                                                                  |
| Woning in jugendstil                                                                                                  | 1911                  |                               | Emmastraat 37                     | 52° 37' 36" NB, 4° 44' 32" OL | 0361/WN052 | Woning in jugendstil                                                                                                  |
| Woning in Amsterdamse School-stijl                                                                                    | 1927                  |                               | Emmastraat 55                     | 52° 37' 37" NB, 4° 44' 35" OL | 0361/WN053 | Woning in Amsterdamse School-stijl                                                                                    |
| Woning in Amsterdamse School-stijl                                                                                    | 1927                  |                               | Emmastraat 59                     | 52° 37' 37" NB, 4° 44' 36" OL | 0361/WN054 | Woning in Amsterdamse School-stijl                                                                                    |
| Woning in jugendstil                                                                                                  | 1912                  |                               | Emmastraat 71                     | 52° 37' 37" NB, 4° 44' 37" OL | 0361/WN055 | Woning in jugendstil                                                                                                  |
| Woning, Woonhuizen in traditionalistische stijl in Herori-stijl                                                       | 1906, Circa 1905      |                               | Emmastraat 73                     | 52° 37' 37" NB, 4° 44' 37" OL | 0361/WN056 | Woning, Woonhuizen in traditionalistische stijl in Herori-stijl                                                       |
| Woning in traditionalistische stijl                                                                                   | 1906                  |                               | Emmastraat 75                     | 52° 37' 37" NB, 4° 44' 38" OL | 0361/WN057 | Woning in traditionalistische stijl                                                                                   |
| Woning in jugendstil                                                                                                  | 1906                  |                               | Emmastraat 77                     | 52° 37' 38" NB, 4° 44' 39" OL | 0361/WN058 | Woning in jugendstil                                                                                                  |
| Woning in jugendstil                                                                                                  | 1906                  |                               | Emmastraat 79                     | 52° 37' 38" NB, 4° 44' 39" OL | 0361/WN059 | Woning in jugendstil                                                                                                  |
| Woning in jugendstil                                                                                                  | 1907                  |                               | Emmastraat 81                     | 52° 37' 38" NB, 4° 44' 39" OL | 0361/WN060 | Woning in jugendstil                                                                                                  |
| Woning in Delftse School-stijl                                                                                        | 1907-1940             |                               | Emmastraat 83                     | 52° 37' 38" NB, 4° 44' 40" OL | 0361/WN061 | Woning in Delftse School-stijl                                                                                        |
| Woning in traditionalistische stijl                                                                                   | 1923                  |                               | Emmastraat 85                     | 52° 37' 38" NB, 4° 44' 40" OL | 0361/WN062 | Woning in traditionalistische stijl                                                                                   |
| Woning in traditionalistische stijl                                                                                   | 1923                  |                               | Emmastraat 87                     | 52° 37' 38" NB, 4° 44' 40" OL | 0361/WN063 | Woning in traditionalistische stijl                                                                                   |
| Woning in traditionalistische stijl                                                                                   | 1923                  |                               | Emmastraat 89                     | 52° 37' 39" NB, 4° 44' 42" OL | 0361/WN064 | Woning in traditionalistische stijl                                                                                   |
| Woning in traditionalistische stijl                                                                                   | 1923                  |                               | Emmastraat 91                     | 52° 37' 39" NB, 4° 44' 42" OL | 0361/WN065 | Woning in traditionalistische stijl                                                                                   |
| Woning in traditionalistische stijl                                                                                   | 1913                  |                               | Emmastraat 93                     | 52° 37' 39" NB, 4° 44' 42" OL | 0361/WN066 | Woning in traditionalistische stijl                                                                                   |
| Woning in traditionalistische stijl                                                                                   | 1913                  |                               | Emmastraat 95                     | 52° 37' 39" NB, 4° 44' 42" OL | 0361/WN067 | Woning in traditionalistische stijl                                                                                   |
| Woning, Woonhuis in traditionalistische stijl in Overgangsarchitectuur stijl Broeders St. Louis                       | 1912                  | Leguit, P.N.                  | Emmastraat 97                     | 52° 37' 40" NB, 4° 44' 43" OL | 0361/WN068 | Woning, Woonhuis in traditionalistische stijl in Overgangsarchitectuur stijl Broeders St. Louis                       |
| Woning, Woonhuizen in traditionalistische stijl in neorenaissance stijl                                               | 1912, Circa 1908      |                               | Emmastraat 97                     | 52° 37' 40" NB, 4° 44' 43" OL | 0361/WN069 | Woning, Woonhuizen in traditionalistische stijl in neorenaissance stijl                                               |
| Woning in traditionalistische stijl                                                                                   | 1907                  |                               | Emmastraat 99                     | 52° 37' 40" NB, 4° 44' 43" OL | 0361/WN070 | Woning in traditionalistische stijl                                                                                   |
| Woning in traditionalistische stijl                                                                                   | 1907                  |                               | Emmastraat 101                    | 52° 37' 40" NB, 4° 44' 43" OL | 0361/WN071 | Woning in traditionalistische stijl                                                                                   |
| Woning in traditionalistische stijl                                                                                   | 1908                  |                               | Emmastraat 103                    | 52° 37' 40" NB, 4° 44' 43" OL | 0361/WN072 | Woning in traditionalistische stijl                                                                                   |
| Woning in traditionalistische stijl                                                                                   | 1909                  |                               | Emmastraat 105                    | 52° 37' 40" NB, 4° 44' 43" OL | 0361/WN073 | Woning in traditionalistische stijl                                                                                   |
| Woning in traditionalistische stijl                                                                                   | 1908                  |                               | Emmastraat 107                    | 52° 37' 41" NB, 4° 44' 43" OL | 0361/WN074 | Woning in traditionalistische stijl                                                                                   |
| Woning in traditionalistische stijl                                                                                   | 1904                  | Jan Stuyt                     | Emmastraat 120                    | 52° 37' 36" NB, 4° 44' 36" OL | 0361/WN075 | Woning in traditionalistische stijl                                                                                   |
| Woning in jugendstil                                                                                                  | 1907                  |                               | Emmastraat 228                    | 52° 37' 38" NB, 4° 44' 43" OL | 0361/WN076 | Woning in jugendstil                                                                                                  |
| Woning in jugendstil                                                                                                  |                       |                               | Emmastraat 230                    | 52° 37' 39" NB, 4° 44' 43" OL | 0361/WN077 | Woning in jugendstil                                                                                                  |
| Woning in traditionalistische stijl                                                                                   | 1913                  |                               | Emmastraat 238                    | 52° 37' 40" NB, 4° 44' 44" OL | 0361/WN078 | Upload foto |
| Woning, Winkelpand in neorenaissancestijl                                                                             | 1900, Circa 1890      |                               | Fnidsen 60                        | 52° 37' 51" NB, 4° 45' 5" OL  | 0361/WN079 | Woning, Winkelpand in neorenaissancestijl                                                                             |
| Woning | 1875-1900             |                               | Fnidsen 62                        | 52° 37' 51" NB, 4° 45' 5" OL  | 0361/WN080 | Woning |
| Woning | 1875-1900             |                               | Fnidsen 89                        | 52° 37' 51" NB, 4° 45' 5" OL  | 0361/WN081 | Woning |
| Woning | 1875-1900             |                               | Gedempte Baansloot 25             | 52° 37' 44" NB, 4° 44' 46" OL | 0361/WN082 | Woning |
| Woning, Woonhuizen in NeoItaliaanse renaissancestijl                                                                  | 1880, Circa 1870      |                               | Gedempte Nieuwesloot 2            | 52° 37' 59" NB, 4° 44' 59" OL | 0361/WN083 | Meer afbeeldingen |
| Woning, bedrijfspand; bovenwoning in Amsterdamse School-stijl                                                         | 1931                  |                               | Gedempte Nieuwesloot 17           | 52° 37' 58" NB, 4° 44' 59" OL | 0361/WN084 | Woning, bedrijfspand; bovenwoning in Amsterdamse School-stijl                                                         |
| | 1800-1825             |                               | Gedempte Nieuwesloot 35           | 52° 37' 57" NB, 4° 44' 58" OL | 0361/WN085 | |
| Kantoor, Postkantoor in neogotische stijl in neorenaissancestijl                                                      | 1877                  |                               | Gedempte Nieuwesloot 36           | 52° 37' 57" NB, 4° 44' 50" OL | 0361/WN086 | Kantoor, Postkantoor in neogotische stijl in neorenaissancestijl                                                      |
| Woning in jugendstil                                                                                                  | 1902, Circa 1900      |                               | Gedempte Nieuwesloot 71           | 52° 37' 54" NB, 4° 44' 55" OL | 0361/WN087 | Woning in jugendstil                                                                                                  |
| Woning in neorenaissancestijl                                                                                         | 1875-1900             |                               | Gedempte Nieuwesloot 75           | 52° 37' 54" NB, 4° 44' 54" OL | 0361/WN088 | Woning in neorenaissancestijl                                                                                         |
| Café in jugendstil Het Wapen van Haarlem                                                                              | 1906, Circa 1910      |                               | Gedempte Nieuwesloot 91           | 52° 37' 55" NB, 4° 44' 52" OL | 0361/WN089 | Café in jugendstil Het Wapen van Haarlem                                                                              |
| Woning in Amsterdamse School-stijl                                                                                    | 1933                  |                               | Gedempte Nieuwesloot 101          | 52° 37' 56" NB, 4° 44' 50" OL | 0361/WN090 | Woning in Amsterdamse School-stijl                                                                                    |
| Woning, Winkelpand in neorenaissancestijl                                                                             | 1887                  |                               | Gedempte Nieuwesloot 119          | 52° 37' 57" NB, 4° 44' 48" OL | 0361/WN091 | Woning, Winkelpand in neorenaissancestijl                                                                             |
| Woning in traditionalistische stijl                                                                                   | 1906                  |                               | Geest 1                           | 52° 37' 60" NB, 4° 44' 32" OL | 0361/WN092 | Woning in traditionalistische stijl                                                                                   |
| Bedrijfspand, Schilderswerkplaats in jugendstil                                                                       | Circa 1900            |                               | Geest 43                          | 52° 37' 57" NB, 4° 44' 30" OL | 0361/WN093 | Bedrijfspand, Schilderswerkplaats in jugendstil                                                                       |
| Woning in ambachtelijk traditionele stijl                                                                             | 1901                  |                               | Geestersingel 1                   | 52° 37' 58" NB, 4° 44' 22" OL | 0361/WN094 | Woning in ambachtelijk traditionele stijl                                                                             |
| Woning in eclectische stijl                                                                                           | 1902                  |                               | Geestersingel 19                  | 52° 38' 4" NB, 4° 44' 31" OL  | 0361/WN095 | Woning in eclectische stijl                                                                                           |
| Woning in eclectische stijl                                                                                           | 1902                  |                               | Geestersingel 20                  | 52° 38' 4" NB, 4° 44' 31" OL  | 0361/WN096 | Woning in eclectische stijl                                                                                           |
| Woning in Amsterdamse school stijl                                                                                    | 1936                  |                               | Geestersingel 21                  | 52° 38' 4" NB, 4° 44' 31" OL  | 0361/WN097 | Woning in Amsterdamse school stijl                                                                                    |
| Woning in Amsterdamse school stijl                                                                                    | 1936                  |                               | Geestersingel 22                  | 52° 38' 4" NB, 4° 44' 32" OL  | 0361/WN098 | Woning in Amsterdamse school stijl                                                                                    |
| Woning in Amsterdamse school stijl                                                                                    | 1936                  |                               | Geestersingel 26                  | 52° 38' 5" NB, 4° 44' 32" OL  | 0361/WN099 | Woning in Amsterdamse school stijl                                                                                    |
| Woning in neorenaissance stijl                                                                                        | 1890                  |                               | Geestersingel 39                  | 52° 38' 6" NB, 4° 44' 35" OL  | 0361/WN100 | Woning in neorenaissance stijl                                                                                        |
| Woning in neorenaissance stijl                                                                                        | 1890                  |                               | Geestersingel 40                  | 52° 38' 7" NB, 4° 44' 36" OL  | 0361/WN101 | Woning in neorenaissance stijl                                                                                        |
| Woning in eclectische stijl                                                                                           |                       |                               | Geestersingel 54                  | 52° 38' 8" NB, 4° 44' 38" OL  | 0361/WN102 | Woning in eclectische stijl                                                                                           |
| Woning in eclectische stijl                                                                                           |                       |                               | Geestersingel 55                  | 52° 38' 8" NB, 4° 44' 38" OL  | 0361/WN103 | Woning in eclectische stijl                                                                                           |
| Woning in eclectische stijl                                                                                           |                       |                               | Geestersingel 56                  | 52° 38' 8" NB, 4° 44' 38" OL  | 0361/WN104 | Woning in eclectische stijl                                                                                           |
| Woning in neorenaissance stijl                                                                                        | 1905                  |                               | Geestersingel 57                  | 52° 38' 8" NB, 4° 44' 39" OL  | 0361/WN105 | Woning in neorenaissance stijl                                                                                        |
| Woning in overgangsarchitectuur stijl                                                                                 |                       |                               | Geestersingel 58                  | 52° 38' 9" NB, 4° 44' 39" OL  | 0361/WN106 | Woning in overgangsarchitectuur stijl                                                                                 |
| Woning in overgangsarchitectuur stijl                                                                                 |                       |                               | Geestersingel 59                  | 52° 38' 9" NB, 4° 44' 39" OL  | 0361/WN107 | Woning in overgangsarchitectuur stijl                                                                                 |
| Woning in overgangsarchitectuur stijl                                                                                 |                       |                               | Geestersingel 60                  | 52° 38' 9" NB, 4° 44' 39" OL  | 0361/WN108 | Woning in overgangsarchitectuur stijl                                                                                 |
| Woning in Nieuwe Haagse school stijl                                                                                  | 1930                  | Co. Brandes                   | Geesterweg 3                      | 52° 38' 5" NB, 4° 44' 28" OL  | 0361/WN109 | Woning in Nieuwe Haagse school stijl                                                                                  |
| Woning in neoclassicistische stijl Bergerhout                                                                         | 1887, Circa 1900      |                               | Geesterweg 7                      | 52° 38' 5" NB, 4° 44' 27" OL  | 0361/WN110 | Woning in neoclassicistische stijl Bergerhout                                                                         |
| Woning | 1915                  |                               | Geesterweg 9                      | 52° 38' 5" NB, 4° 44' 27" OL  | 0361/WN111 | Woning |
| Woning | 1915                  |                               | Geesterweg 10                     | 52° 38' 5" NB, 4° 44' 26" OL  | 0361/WN112 | Woning |
| Woning in neoclassicistische stijl                                                                                    |                       |                               | Geesterweg 12                     | 52° 38' 6" NB, 4° 44' 26" OL  | 0361/WN113 | Woning in neoclassicistische stijl                                                                                    |
| Villa Westerhout, villa in traditionalistische stijl                                                                  | 1917                  | Verstraeten, J.W.             | Geesterweg 21                     | 52° 38' 7" NB, 4° 44' 23" OL  | 0361/WN114 | Villa Westerhout, villa in traditionalistische stijl                                                                  |
| Grenspaal |                       |                               | Groeneweg                         |                               | 0361/WN115 | Upload foto |
| |                       |                               | Groeneweg 56                      | 52° 38' 49" NB, 4° 43' 11" OL | 0361/WN116 | Upload foto |
| Brug |                       |                               | Heilooërdijk                      | 52° 37' 16" NB, 4° 44' 21" OL | 0361/WN117 | Upload foto |
| Woning in Amsterdamse school stijl                                                                                    | 1925                  |                               | Heilooërdijk 1                    | 52° 37' 19" NB, 4° 44' 9" OL  | 0361/WN118 | Woning in Amsterdamse school stijl                                                                                    |
| |                       |                               | Hekelstraat 2                     | 52° 37' 50" NB, 4° 45' 5" OL  | 0361/WN119 | |
| Woning in eclectische stijl                                                                                           |                       |                               | Hekelstraat 14                    | 52° 37' 49" NB, 4° 45' 4" OL  | 0361/WN120 | Woning in eclectische stijl                                                                                           |
| Woning, Winkelpand; bovenwoning in eclectische stijl in neorenaissance stijl                                          | 1875-1900, Circa 1890 |                               | Hekelstraat 20                    | 52° 37' 49" NB, 4° 45' 4" OL  | 0361/WN121 | Woning, Winkelpand; bovenwoning in eclectische stijl in neorenaissance stijl                                          |
| Woning | 1875-1900             |                               | Hekelstraat 22                    | 52° 37' 49" NB, 4° 45' 3" OL  | 0361/WN122 | Woning |
| Woning | 1875-1900             |                               | Hekelstraat 24                    | 52° 37' 49" NB, 4° 45' 3" OL  | 0361/WN123 | Woning |
| Woning in neorenaissance stijl                                                                                        |                       |                               | Hekelstraat 33                    | 52° 37' 48" NB, 4° 45' 3" OL  | 0361/WN124 | Woning in neorenaissance stijl                                                                                        |
| Gebouw in functionalistische stijl, Brugpost IV                                                                       | 1958                  |                               | Helderseweg                       | 52° 38' 54" NB, 4° 44' 34" OL | 0361/WN125 | Gebouw in functionalistische stijl, Brugpost IV                                                                       |
| Woning in Stolpboerderij stijl                                                                                        |                       |                               | Helderseweg 61                    | 52° 39' 11" NB, 4° 44' 30" OL | 0361/WN126 | Upload foto |
| Woning | 1919                  |                               | Helderseweg 63                    | 52° 39' 14" NB, 4° 44' 30" OL | 0361/WN127 | Upload foto |
| Woning in Delftse school stijl                                                                                        | 1948                  |                               | Herenweg 1                        | 52° 37' 56" NB, 4° 45' 11" OL | 0361/WN128 | Upload foto |
| Woning | 1888                  |                               | Herenweg 2                        | 52° 37' 56" NB, 4° 45' 11" OL | 0361/WN129 | Upload foto |
| |                       |                               | Hertenkamppad                     | 52° 37' 32" NB, 4° 43' 57" OL | 0361/WN130 | Upload foto |
| Woning, Woonhuizen in jugendstil                                                                                      | 1906                  |                               | Hofdijkstraat 4                   | 52° 37' 41" NB, 4° 44' 41" OL | 0361/WN131 | Woning, Woonhuizen in jugendstil                                                                                      |
| Woning in jugendstil                                                                                                  | 1906                  |                               | Hofdijkstraat 6                   | 52° 37' 41" NB, 4° 44' 41" OL | 0361/WN132 | Woning in jugendstil                                                                                                  |
| Woning in jugendstil                                                                                                  | 1906                  |                               | Hofdijkstraat 8                   | 52° 37' 41" NB, 4° 44' 41" OL | 0361/WN133 | Woning in jugendstil                                                                                                  |
| Woning in jugendstil                                                                                                  | 1906                  |                               | Hofdijkstraat 10                  | 52° 37' 41" NB, 4° 44' 41" OL | 0361/WN134 | Woning in jugendstil                                                                                                  |
| | 1900-1925             |                               | Hofstraat 13                      | 52° 37' 46" NB, 4° 44' 55" OL | 0361/WN135 | |
| |                       |                               | Hofstraat 17                      | 52° 37' 45" NB, 4° 44' 54" OL | 0361/WN136 | |
| Woning, Bedrijfspand; bovenwoning in Amsterdamse School-stijl                                                         | Circa 1900            |                               | Hofstraat 26                      | 52° 37' 45" NB, 4° 44' 53" OL | 0361/WN137 | Woning, Bedrijfspand; bovenwoning in Amsterdamse School-stijl                                                         |
| Woning | 1880                  |                               | Houttil 18                        | 52° 37' 55" NB, 4° 45' 0" OL  | 0361/WN138 | Woning |
| Woning | 1880                  |                               | Houttil 26                        | 52° 37' 54" NB, 4° 44' 60" OL | 0361/WN139 | Woning |
| Woning, Winkelpand; bovenwoning in Nieuwe bouwen-stijl in Nieuwe Zakelijkheid-stijl                                   | 1936, Circa 1930      |                               | Houttil 48                        | 52° 37' 52" NB, 4° 44' 58" OL | 0361/WN140 | Woning, Winkelpand; bovenwoning in Nieuwe bouwen-stijl in Nieuwe Zakelijkheid-stijl                                   |
| Woning in Amsterdamse School-stijl                                                                                    | 1900                  |                               | Houttil 64                        | 52° 37' 51" NB, 4° 44' 57" OL | 0361/WN141 | Woning in Amsterdamse School-stijl                                                                                    |
| Woning, Woonhuizen in Amsterdamse School-stijl in interbellumarchitectuur-stijl                                       | 1922                  | List                          | Houtweg 34                        | 52° 37' 51" NB, 4° 43' 59" OL | 0361/WN142 | Woning, Woonhuizen in Amsterdamse School-stijl in interbellumarchitectuur-stijl                                       |
| Woning in neorenaissancestijl                                                                                         | 1892                  |                               | Huigbrouwerstraat 3               | 52° 37' 48" NB, 4° 44' 57" OL | 0361/WN143 | Woning in neorenaissancestijl                                                                                         |
| |                       |                               | Hulststraat 1                     | 52° 38' 1" NB, 4° 44' 2" OL   | 0361/WN144 | Upload foto |
| Woonhuizen in traditionalistische stijl                                                                               | 1913, Circa 1915      |                               | Juliana van Stolberglaan 1        | 52° 37' 30" NB, 4° 44' 18" OL | 0361/WN145 | Woonhuizen in traditionalistische stijl                                                                               |
| Woning in traditionalistische stijl                                                                                   | 1914                  |                               | Juliana van Stolberglaan 2        | 52° 37' 29" NB, 4° 44' 16" OL | 0361/WN146 | Woning in traditionalistische stijl                                                                                   |
| Woning in Amsterdamse School-stijl                                                                                    | 1927                  |                               | Juliana van Stolberglaan 3        | 52° 37' 30" NB, 4° 44' 19" OL | 0361/WN147 | Woning in Amsterdamse School-stijl                                                                                    |
| Woning in interbellum-stijl                                                                                           | 1938                  |                               | Juliana van Stolberglaan 4        | 52° 37' 28" NB, 4° 44' 18" OL | 0361/WN148 | Woning in interbellum-stijl                                                                                           |
| Woning, Woonhuis in Nieuwe bouwen-stijl in interbellumarchitectuur-stijl                                              | 1927, Circa 1925      |                               | Juliana van Stolberglaan 5        | 52° 37' 30" NB, 4° 44' 19" OL | 0361/WN149 | Woning, Woonhuis in Nieuwe bouwen-stijl in interbellumarchitectuur-stijl                                              |
| Woning in Amsterdamse School-stijl                                                                                    | 1928                  |                               | Juliana van Stolberglaan 7        | 52° 37' 30" NB, 4° 44' 20" OL | 0361/WN150 | Woning in Amsterdamse School-stijl                                                                                    |
| Woning in Amsterdamse School-stijl                                                                                    | 1928                  |                               | Juliana van Stolberglaan 9        | 52° 37' 30" NB, 4° 44' 20" OL | 0361/WN151 | Woning in Amsterdamse School-stijl                                                                                    |
| Woning in traditionalistische stijl                                                                                   | 1923                  |                               | Julianastraat 2                   | 52° 37' 39" NB, 4° 44' 41" OL | 0361/WN152 | Woning in traditionalistische stijl                                                                                   |
| Woning in Amsterdamse School-stijl                                                                                    | 1925                  |                               | Julianastraat 32                  | 52° 37' 40" NB, 4° 44' 36" OL | 0361/WN153 | Woning in Amsterdamse School-stijl                                                                                    |
| Woning in Amsterdamse School-stijl                                                                                    | 1925                  |                               | Julianastraat 36                  | 52° 37' 40" NB, 4° 44' 36" OL | 0361/WN154 | Woning in Amsterdamse School-stijl                                                                                    |
| Woning in Amsterdamse School-stijl                                                                                    | 1925                  |                               | Julianastraat 42                  | 52° 37' 40" NB, 4° 44' 36" OL | 0361/WN155 | Woning in Amsterdamse School-stijl                                                                                    |
| Woning in neorenaissancestijl                                                                                         | 1909                  |                               | Kanaalkade 2 (genummerd 10 en 11) | 52° 37' 57" NB, 4° 45' 9" OL  | 0361/WN156 | Woning in neorenaissancestijl                                                                                         |
| Woning, Woonhuizen in chaletstijl                                                                                     | 1880, Circa 1860      |                               | Kanaalkade 46                     | 52° 38' 1" NB, 4° 44' 53" OL  | 0361/WN157 | Woning, Woonhuizen in chaletstijl                                                                                     |
| Woning, Woonhuizen in chaletstijl                                                                                     | 1872, Circa 1860      |                               | Kanaalkade 54                     | 52° 38' 2" NB, 4° 44' 51" OL  | 0361/WN158 | Woning, Woonhuizen in chaletstijl                                                                                     |
| Woning, Woonhuizen in neorenaissancestijl in eclecticische stijl                                                      | 1881, Circa 1860      |                               | Kanaalkade 56                     | 52° 38' 2" NB, 4° 44' 51" OL  | 0361/WN159 | Meer afbeeldingen |
| Fabriekspand in Invloed architectuur K.F. Schinkel Fabriek Eyssen                                                     | 1918, Circa 1880      |                               | Kanaalkade 65                     | 52° 38' 3" NB, 4° 44' 48" OL  | 0361/WN160 | Fabriekspand in Invloed architectuur K.F. Schinkel Fabriek Eyssen                                                     |
| Woning in traditionalistische stijl                                                                                   | 1924                  |                               | Kennemerpark 14                   | 52° 37' 43" NB, 4° 44' 47" OL | 0361/WN161 | Woning in traditionalistische stijl                                                                                   |
| Woning, Woonhuizen | 1875-1900, Circa 1870 |                               | Kennemerpark 15                   | 52° 37' 43" NB, 4° 44' 47" OL | 0361/WN162 | Woning, Woonhuizen |
| Woning, Woonhuizen in eclectische stijl                                                                               | 1875-1900, Circa 1870 |                               | Kennemerpark 16                   | 52° 37' 44" NB, 4° 44' 47" OL | 0361/WN163 | Woning, Woonhuizen in eclectische stijl                                                                               |
| Woning, Herenhuizen in eclectische stijl                                                                              | 1875-1900, Circa 1865 |                               | Kennemerpark 17                   | 52° 37' 44" NB, 4° 44' 47" OL | 0361/WN164 | Woning, Herenhuizen in eclectische stijl                                                                              |
| Woning, Herenhuizen in eclectische stijl                                                                              | 1875-1900, Circa 1865 |                               | Kennemerpark 18                   | 52° 37' 44" NB, 4° 44' 46" OL | 0361/WN165 | Woning, Herenhuizen in eclectische stijl                                                                              |
| Woning in eclectische stijl                                                                                           | 1875-1900             |                               | Kennemerpark 19                   | 52° 37' 44" NB, 4° 44' 46" OL | 0361/WN166 | Woning in eclectische stijl                                                                                           |
| Woning, Herenhuizen                                                                                                   | 1884, Circa 1870      |                               | Kennemerpark 20                   | 52° 37' 44" NB, 4° 44' 45" OL | 0361/WN167 | Woning, Herenhuizen                                                                                                   |
| Woning, Herenhuizen                                                                                                   | 1884, Circa 1870      |                               | Kennemerpark 21                   | 52° 37' 44" NB, 4° 44' 44" OL | 0361/WN168 | Woning, Herenhuizen                                                                                                   |
| Woning, Herenhuizen                                                                                                   | 1884, Circa 1870      |                               | Kennemerpark 22                   | 52° 37' 45" NB, 4° 44' 44" OL | 0361/WN169 | Woning, Herenhuizen                                                                                                   |
| Woning, Herenhuizen in (invloed) neorenaissancestijl                                                                  | 1892, Circa 1870      |                               | Kennemerpark 23                   | 52° 37' 45" NB, 4° 44' 44" OL | 0361/WN170 | Woning, Herenhuizen in (invloed) neorenaissancestijl                                                                  |
| Woning, Herenhuizen in neorenaissancestijl in Invloed neorenaissance stijl                                            | 1892, Circa 1870      |                               | Kennemerpark 24                   | 52° 37' 45" NB, 4° 44' 43" OL | 0361/WN171 | Woning, Herenhuizen in neorenaissancestijl in Invloed neorenaissance stijl                                            |
| Woning in neorenaissancestijl                                                                                         | 1892                  |                               | Kennemerpark 25                   | 52° 37' 45" NB, 4° 44' 43" OL | 0361/WN172 | Woning in neorenaissancestijl                                                                                         |
| Woning in neorenaissancestijl                                                                                         | 1892                  |                               | Kennemerpark 26                   | 52° 37' 45" NB, 4° 44' 43" OL | 0361/WN173 | Woning in neorenaissancestijl                                                                                         |
| Woning, Herenhuizen in neorenaissancestijl (invloed)                                                                  | 1892, Circa 1875      | Tuinarchitect: Zocher, L.P.   | Kennemerpark 27                   | 52° 37' 45" NB, 4° 44' 42" OL | 0361/WN174 | Woning, Herenhuizen in neorenaissancestijl (invloed)                                                                  |
| Woning, Herenhuizen in neorenaissancestijl (invloed)                                                                  | 1892, Circa 1875      | Tuinarchitect: Zocher, L.P.   | Kennemerpark 28                   | 52° 37' 45" NB, 4° 44' 42" OL | 0361/WN175 | Woning, Herenhuizen in neorenaissancestijl (invloed)                                                                  |
| Woning in neorenaissance stijl                                                                                        | 1892                  |                               | Kennemerpark 29                   | 52° 37' 45" NB, 4° 44' 42" OL | 0361/WN176 | Woning in neorenaissance stijl                                                                                        |
| Woning | 1892                  |                               | Kennemerpark 30                   | 52° 37' 46" NB, 4° 44' 42" OL | 0361/WN177 | Woning |
| Villa Hofdijk | 1881, Circa 1875      |                               | Kennemerpark 31                   | 52° 37' 46" NB, 4° 44' 41" OL | 0361/WN178 | Villa Hofdijk |
| Woning, Herenhuizen Almagro (32), Lauernesse (33)                                                                     | 1879, Circa 1875      |                               | Kennemerpark 32                   | 52° 37' 46" NB, 4° 44' 39" OL | 0361/WN179 | Woning, Herenhuizen Almagro (32), Lauernesse (33)                                                                     |
| Woning, herenhuizen Almagro (32), Lauernesse (33)                                                                     | 1879, Circa 1875      |                               | Kennemerpark 33                   | 52° 37' 46" NB, 4° 44' 38" OL | 0361/WN180 | Woning, herenhuizen Almagro (32), Lauernesse (33)                                                                     |
| Woning, herenhuis (dubbel) Oost                                                                                       | 1875-1900, Circa 1875 | Tuinarchitect: Zocher, L.P.   | Kennemerpark 34                   | 52° 37' 46" NB, 4° 44' 38" OL | 0361/WN181 | Woning, herenhuis (dubbel) Oost                                                                                       |
| Woning, herenhuis (dubbel) Chez Nous                                                                                  | 1875-1900, Circa 1875 | Tuinarchitect: Zocher, L.P.   | Kennemerpark 35                   | 52° 37' 46" NB, 4° 44' 37" OL | 0361/WN182 | Woning, herenhuis (dubbel) Chez Nous                                                                                  |
| Woning, wWoonhuis in neoclassicistische stijl                                                                         | 1882, Circa 1880      |                               | Kennemersingel 1                  | 52° 37' 46" NB, 4° 44' 26" OL | 0361/WN183 | Woning, wWoonhuis in neoclassicistische stijl                                                                         |
| Woning in neoclassicistische stijl                                                                                    | 1885                  |                               | Kennemersingel 1A                 | 52° 37' 46" NB, 4° 44' 26" OL | 0361/WN194 | Woning in neoclassicistische stijl                                                                                    |
| Woning, Woonhuizen in neoclassicistische stijl Anjer                                                                  | 1895, Circa 1870      |                               | Kennemersingel 2                  | 52° 37' 47" NB, 4° 44' 25" OL | 0361/WN185 | Woning, Woonhuizen in neoclassicistische stijl Anjer                                                                  |
| Woning in Amsterdamse School-stijl                                                                                    | 1830                  |                               | Kennemersingel 3                  | 52° 37' 48" NB, 4° 44' 26" OL | 0361/WN186 | Woning in Amsterdamse School-stijl                                                                                    |
| Woning in neoclassicistische stijl                                                                                    | 1885                  |                               | Kennemersingel 4                  | 52° 37' 48" NB, 4° 44' 26" OL | 0361/WN187 | Woning in neoclassicistische stijl                                                                                    |
| Woning in rationalische stijl Amarijke                                                                                | 1919, Circa 1915      |                               | Kennemersingel 11                 | 52° 37' 50" NB, 4° 44' 26" OL | 0361/WN188 | Woning in rationalische stijl Amarijke                                                                                |
| Woning in rationalische stijl Amarijke                                                                                | 1919, Circa 1915      |                               | Kennemersingel 12                 | 52° 37' 50" NB, 4° 44' 26" OL | 0361/WN189 | Woning in rationalische stijl Amarijke                                                                                |
| Woning in Amsterdamse School-stijl                                                                                    | 1923                  |                               | Kennemersingel 17                 | 52° 37' 54" NB, 4° 44' 26" OL | 0361/WN190 | Woning in Amsterdamse School-stijl                                                                                    |
| Woning in neorenaissancestijl                                                                                         | 1908                  |                               | Kennemersingel 29                 | 52° 37' 56" NB, 4° 44' 24" OL | 0361/WN191 | Woning in neorenaissancestijl                                                                                         |
| Woning in neorenaissance stijl                                                                                        | 1901                  |                               | Kennemersingel 31                 | 52° 37' 56" NB, 4° 44' 24" OL | 0361/WN192 | Woning in neorenaissance stijl                                                                                        |
| Woning in neorenaissancestijl                                                                                         | 1901                  |                               | Kennemersingel 32                 | 52° 37' 57" NB, 4° 44' 23" OL | 0361/WN193 | Woning in neorenaissancestijl                                                                                         |
| Grenspaal |                       |                               | Kennemerstraatweg                 |                               | 0361/WN195 | Meer afbeeldingen |
| Woning in rationalische stijl                                                                                         | 1915, 1916            |                               | Kennemerstraatweg 4               | 52° 37' 35" NB, 4° 44' 19" OL | 0361/WN196 | Woning in rationalische stijl                                                                                         |
| Woning in neorenaissancestijl                                                                                         | 1897                  |                               | Kennemerstraatweg 7               | 52° 37' 45" NB, 4° 44' 33" OL | 0361/WN197 | Woning in neorenaissancestijl                                                                                         |
| Woning in neorenaissancestijl                                                                                         | 1897, Circa 1890      |                               | Kennemerstraatweg 13              | 52° 37' 44" NB, 4° 44' 32" OL | 0361/WN198 | Woning in neorenaissancestijl                                                                                         |
| Woning in neorenaissancestijl                                                                                         | 1894                  |                               | Kennemerstraatweg 15              | 52° 37' 44" NB, 4° 44' 31" OL | 0361/WN199 | Woning in neorenaissancestijl                                                                                         |
| Woning in neorenaissancestijl                                                                                         | 1900                  |                               | Kennemerstraatweg 17              | 52° 37' 43" NB, 4° 44' 31" OL | 0361/WN200 | Woning in neorenaissancestijl                                                                                         |
| Woning in neorenaissancestijl                                                                                         | 1900                  |                               | Kennemerstraatweg 19              | 52° 37' 43" NB, 4° 44' 31" OL | 0361/WN201 | Woning in neorenaissancestijl                                                                                         |
| Woning in neorenaissancestijl                                                                                         | 1900                  |                               | Kennemerstraatweg 21              | 52° 37' 43" NB, 4° 44' 30" OL | 0361/WN202 | Woning in neorenaissancestijl                                                                                         |
| Woning in jugendstil                                                                                                  | 1900                  |                               | Kennemerstraatweg 23              | 52° 37' 42" NB, 4° 44' 30" OL | 0361/WN203 | Woning in jugendstil                                                                                                  |
| Woning in neorenaissancestijl                                                                                         | 1892                  |                               | Kennemerstraatweg 25              | 52° 37' 42" NB, 4° 44' 29" OL | 0361/WN204 | Woning in neorenaissancestijl                                                                                         |
| Woning in neorenaissancestijl                                                                                         | 1892                  |                               | Kennemerstraatweg 29              | 52° 37' 42" NB, 4° 44' 29" OL | 0361/WN205 | Woning in neorenaissancestijl                                                                                         |
| Woning, Herenhuizen in neorenaissancestijl                                                                            | 1890, Circa 1870      |                               | Kennemerstraatweg 31              | 52° 37' 41" NB, 4° 44' 29" OL | 0361/WN206 | Woning, Herenhuizen in neorenaissancestijl                                                                            |
| Woning, Woonhuis (dubbel) in Overgangsarchitectuur stijl                                                              | Circa 1910            |                               | Kennemerstraatweg 32              | 52° 37' 21" NB, 4° 44' 9" OL  | 0361/WN207 | Woning, Woonhuis (dubbel) in Overgangsarchitectuur stijl                                                              |
| Woning in jugendstil                                                                                                  |                       |                               | Kennemerstraatweg 34              | 52° 37' 21" NB, 4° 44' 9" OL  | 0361/WN208 | Woning in jugendstil                                                                                                  |
| Woning, Woonhuizen in neorenaissancestijl                                                                             | 1890, Circa 1880      |                               | Kennemerstraatweg 35              | 52° 37' 41" NB, 4° 44' 28" OL | 0361/WN209 | Woning, Woonhuizen in neorenaissancestijl                                                                             |
| Woning, Woonhuis | 1890, Circa 1870      |                               | Kennemerstraatweg 43              | 52° 37' 40" NB, 4° 44' 28" OL | 0361/WN210 | Woning, Woonhuis |
| Woning in eclectische stijl                                                                                           | 1885                  |                               | Kennemerstraatweg 45              | 52° 37' 40" NB, 4° 44' 28" OL | 0361/WN211 | Woning in eclectische stijl                                                                                           |
| Woning in traditionalistische stijl                                                                                   | 1904                  |                               | Kennemerstraatweg 53              | 52° 37' 39" NB, 4° 44' 27" OL | 0361/WN212 | Woning in traditionalistische stijl                                                                                   |
| Woning, Herenhuis (dubbel) in neorenaissancestijl                                                                     | 1893, Circa 1900      |                               | Kennemerstraatweg 63              | 52° 37' 38" NB, 4° 44' 25" OL | 0361/WN213 | Woning, Herenhuis (dubbel) in neorenaissancestijl                                                                     |
| Woning in neorenaissancestijl                                                                                         | 1893                  |                               | Kennemerstraatweg 65              | 52° 37' 38" NB, 4° 44' 25" OL | 0361/WN214 | Woning in neorenaissancestijl                                                                                         |
| Woning, Herenhuizen in neorenaissancestijl                                                                            | 1897, Circa 1890      |                               | Kennemerstraatweg 81              | 52° 37' 35" NB, 4° 44' 22" OL | 0361/WN215 | Woning, Herenhuizen in neorenaissancestijl                                                                            |
| Woning in neorenaissancestijl                                                                                         | 1897                  |                               | Kennemerstraatweg 83              | 52° 37' 35" NB, 4° 44' 22" OL | 0361/WN216 | Woning in neorenaissancestijl                                                                                         |
| Woning in neorenaissancestijl                                                                                         | 1897                  |                               | Kennemerstraatweg 85              | 52° 37' 35" NB, 4° 44' 21" OL | 0361/WN217 | Woning in neorenaissancestijl                                                                                         |
| Woning in neorenaissancestijl                                                                                         | 1897                  |                               | Kennemerstraatweg 89              | 52° 37' 35" NB, 4° 44' 21" OL | 0361/WN218 | Woning in neorenaissancestijl                                                                                         |
| |                       |                               | Kennemerstraatweg 90              | 52° 37' 17" NB, 4° 44' 5" OL  | 0361/WN219 | |
| Woning in neorenaissancestijl                                                                                         | 1901                  |                               | Kennemerstraatweg 91              | 52° 37' 34" NB, 4° 44' 21" OL | 0361/WN220 | Woning in neorenaissancestijl                                                                                         |
| Woning in neorenaissancestijl                                                                                         | 1901                  |                               | Kennemerstraatweg 93              | 52° 37' 34" NB, 4° 44' 21" OL | 0361/WN221 | Woning in neorenaissancestijl                                                                                         |
| Woning in Delftse School-stijl                                                                                        | 1939                  |                               | Kennemerstraatweg 97              | 52° 37' 33" NB, 4° 44' 20" OL | 0361/WN222 | Woning in Delftse School-stijl                                                                                        |
| Woning in neorenaissancestijl                                                                                         | 1905                  |                               | Kennemerstraatweg 101             | 52° 37' 33" NB, 4° 44' 19" OL | 0361/WN223 | Woning in neorenaissancestijl                                                                                         |
| Woning in neorenaissancestijl                                                                                         | 1905                  |                               | Kennemerstraatweg 103             | 52° 37' 33" NB, 4° 44' 19" OL | 0361/WN224 | Woning in neorenaissancestijl                                                                                         |
| Woning in neorenaissancestijl Villa Houtzicht                                                                         | 1901                  |                               | Kennemerstraatweg 105             | 52° 37' 33" NB, 4° 44' 19" OL | 0361/WN225 | Woning in neorenaissancestijl Villa Houtzicht                                                                         |
| Woning in neorenaissancestijl                                                                                         | 1903                  | C. Ooms                       | Kennemerstraatweg 109             | 52° 37' 32" NB, 4° 44' 18" OL | 0361/WN226 | Woning in neorenaissancestijl                                                                                         |
| Villa in stijl van de jugendstil                                                                                      | 1901, Circa 1905      |                               | Kennemerstraatweg 113             | 52° 37' 31" NB, 4° 44' 18" OL | 0361/WN227 | Villa in stijl van de jugendstil                                                                                      |
| Woning, Herenhuis in traditionalistische stijl in Herori stijl                                                        | 1914                  | Ringers                       | Kennemerstraatweg 117             | 52° 37' 31" NB, 4° 44' 17" OL | 0361/WN228 | Woning, Herenhuis in traditionalistische stijl in Herori stijl                                                        |
| Woning, Woonhuizen in jugendstil                                                                                      | 1908, Circa 1900      |                               | Kennemerstraatweg 118             | 52° 37' 15" NB, 4° 44' 3" OL  | 0361/WN229 | Woning, Woonhuizen in jugendstil                                                                                      |
| Woning in Amsterdamse School-stijl                                                                                    | 1935                  |                               | Kennemerstraatweg 119             | 52° 37' 29" NB, 4° 44' 16" OL | 0361/WN230 | Woning in Amsterdamse School-stijl                                                                                    |
| Woning in jugendstil                                                                                                  | 1908                  |                               | Kennemerstraatweg 120             | 52° 37' 14" NB, 4° 44' 2" OL  | 0361/WN231 | Woning in jugendstil                                                                                                  |
| Woning in Amsterdamse School-stijl                                                                                    | 1935                  |                               | Kennemerstraatweg 121             | 52° 37' 29" NB, 4° 44' 16" OL | 0361/WN232 | Woning in Amsterdamse School-stijl                                                                                    |
| Woning in jugendstil                                                                                                  | 1908                  |                               | Kennemerstraatweg 122             | 52° 37' 14" NB, 4° 44' 2" OL  | 0361/WN233 | Woning in jugendstil                                                                                                  |
| Woning in Amsterdamse School-stijl                                                                                    | 1935                  |                               | Kennemerstraatweg 123             | 52° 37' 29" NB, 4° 44' 16" OL | 0361/WN234 | Woning in Amsterdamse School-stijl                                                                                    |
| Woning in jugendstil                                                                                                  | 1908                  |                               | Kennemerstraatweg 124             | 52° 37' 14" NB, 4° 44' 2" OL  | 0361/WN235 | Woning in jugendstil                                                                                                  |
| Woning in Amsterdamse School-stijl                                                                                    | 1923                  |                               | Kennemerstraatweg 125             | 52° 37' 29" NB, 4° 44' 16" OL | 0361/WN236 | Woning in Amsterdamse School-stijl                                                                                    |
| Woning in jugendstil                                                                                                  | 1908                  |                               | Kennemerstraatweg 126             | 52° 37' 14" NB, 4° 44' 2" OL  | 0361/WN237 | Woning in jugendstil                                                                                                  |
| Woning in Amsterdamse School-stijl                                                                                    | 1923                  |                               | Kennemerstraatweg 127             | 52° 37' 28" NB, 4° 44' 15" OL | 0361/WN238 | Upload foto |
| Woning, Villa in eclectische stijl in neorenaissance/chaletstijl                                                      | 1897, Circa 1890      |                               | Kennemerstraatweg 128             | 52° 37' 14" NB, 4° 44' 1" OL  | 0361/WN239 | Woning, Villa in eclectische stijl in neorenaissance/chaletstijl                                                      |
| Woning in Amsterdamse School-stijl                                                                                    | 1923                  |                               | Kennemerstraatweg 129             | 52° 37' 28" NB, 4° 44' 15" OL | 0361/WN240 | Upload foto |
| Woning in Amsterdamse School-stijl                                                                                    | 1923                  |                               | Kennemerstraatweg 131             | 52° 37' 28" NB, 4° 44' 15" OL | 0361/WN241 | Woning in Amsterdamse School-stijl                                                                                    |
| Woning in Amsterdamse School-stijl                                                                                    | 1923                  |                               | Kennemerstraatweg 133             | 52° 37' 28" NB, 4° 44' 15" OL | 0361/WN242 | Woning in Amsterdamse School-stijl                                                                                    |
| Woning, Woonhuizen in Amsterdamse School-stijl (invloed)                                                              | 1925, Circa 1925      |                               | Kennemerstraatweg 135             | 52° 37' 28" NB, 4° 44' 15" OL | 0361/WN243 | Woning, Woonhuizen in Amsterdamse School-stijl (invloed)                                                              |
| Woning in Amsterdamse School-stijl                                                                                    | 1926                  |                               | Kennemerstraatweg 137             | 52° 37' 27" NB, 4° 44' 15" OL | 0361/WN244 | Woning in Amsterdamse School-stijl                                                                                    |
| Woning in Amsterdamse School-stijl                                                                                    | 1927                  |                               | Kennemerstraatweg 139             | 52° 37' 27" NB, 4° 44' 15" OL | 0361/WN245 | Woning in Amsterdamse School-stijl                                                                                    |
| Woning in Amsterdamse School-stijl                                                                                    | 1927                  |                               | Kennemerstraatweg 141             | 52° 37' 27" NB, 4° 44' 14" OL | 0361/WN246 | Upload foto |
| Woning, Woonhuis (dubbel) in eclectische stijl, overgangsarchitectuur-stijl Huize Alcmaria                            | 1908, Circa 1900      |                               | Kennemerstraatweg 142             | 52° 37' 12" NB, 4° 43' 59" OL | 0361/WN247 | Woning, Woonhuis (dubbel) in eclectische stijl, overgangsarchitectuur-stijl Huize Alcmaria                            |
| Woning in Amsterdamse School-stijl                                                                                    | 1927                  |                               | Kennemerstraatweg 143             | 52° 37' 27" NB, 4° 44' 14" OL | 0361/WN248 | Woning in Amsterdamse School-stijl                                                                                    |
| Woning in eclectische stijl                                                                                           | 1908                  |                               | Kennemerstraatweg 144             | 52° 37' 12" NB, 4° 43' 59" OL | 0361/WN249 | Woning in eclectische stijl                                                                                           |
| Woning in Amsterdamse School-stijl                                                                                    | 1927                  |                               | Kennemerstraatweg 145             | 52° 37' 27" NB, 4° 44' 14" OL | 0361/WN250 | Woning in Amsterdamse School-stijl                                                                                    |
| Woning in Amsterdamse School-stijl                                                                                    | 1928                  |                               | Kennemerstraatweg 147             | 52° 37' 26" NB, 4° 44' 14" OL | 0361/WN251 | Woning in Amsterdamse School-stijl                                                                                    |
| Woning in Amsterdamse School-stijl                                                                                    | 1929                  |                               | Kennemerstraatweg 149             | 52° 37' 26" NB, 4° 44' 13" OL | 0361/WN252 | Woning in Amsterdamse School-stijl                                                                                    |
| Woning in eclectische stijl                                                                                           | 1901                  |                               | Kennemerstraatweg 150             | 52° 37' 11" NB, 4° 43' 57" OL | 0361/WN253 | Woning in eclectische stijl                                                                                           |
| Woning in Amsterdamse School-stijl                                                                                    | 1929                  |                               | Kennemerstraatweg 151             | 52° 37' 25" NB, 4° 44' 13" OL | 0361/WN254 | Woning in Amsterdamse School-stijl                                                                                    |
| Woning, Woonhuis (dubbel) in eclectische stijl, invloed chaletstijl                                                   | 1902, Circa 1905      |                               | Kennemerstraatweg 152             | 52° 37' 11" NB, 4° 43' 57" OL | 0361/WN255 | Woning, Woonhuis (dubbel) in eclectische stijl, invloed chaletstijl                                                   |
| Woning in Amsterdamse School-stijl                                                                                    | 1928                  |                               | Kennemerstraatweg 153             | 52° 37' 25" NB, 4° 44' 13" OL | 0361/WN256 | Woning in Amsterdamse School-stijl                                                                                    |
| Woning in eclectische stijl                                                                                           | 1902                  |                               | Kennemerstraatweg 154             | 52° 37' 11" NB, 4° 43' 57" OL | 0361/WN257 | Woning in eclectische stijl                                                                                           |
| Woning in Amsterdamse School-stijl                                                                                    | 1929                  |                               | Kennemerstraatweg 155             | 52° 37' 25" NB, 4° 44' 13" OL | 0361/WN258 | Woning in Amsterdamse School-stijl                                                                                    |
| Woning in neorenaissancestijl                                                                                         | 1903                  |                               | Kennemerstraatweg 156             | 52° 37' 10" NB, 4° 43' 56" OL | 0361/WN259 | Woning in neorenaissancestijl                                                                                         |
| Woning in neorenaissancestijl                                                                                         | 1903                  |                               | Kennemerstraatweg 158             | 52° 37' 10" NB, 4° 43' 56" OL | 0361/WN260 | Woning in neorenaissancestijl                                                                                         |
| Woning, Woonhuizen in jugendstil                                                                                      | Circa 1900            |                               | Kennemerstraatweg 168             | 52° 37' 10" NB, 4° 43' 55" OL | 0361/WN261 | Woning, Woonhuizen in jugendstil                                                                                      |
| | 1927                  |                               | Kennemerstraatweg 171             | 52° 37' 22" NB, 4° 44' 11" OL | 0361/WN262 | |
| Woning, Woonhuizen (5 dubbele) in Amsterdamse School-stijl in Traditionalistische strakke baksteen architectuur stijl | 1925, Circa 1930      |                               | Kennemerstraatweg 183             | 52° 37' 20" NB, 4° 44' 10" OL | 0361/WN263 | Woning, Woonhuizen (5 dubbele) in Amsterdamse School-stijl in Traditionalistische strakke baksteen architectuur stijl |
| Woning in Amsterdamse School-stijl                                                                                    | 1925                  |                               | Kennemerstraatweg 185             | 52° 37' 20" NB, 4° 44' 10" OL | 0361/WN264 | Woning in Amsterdamse School-stijl                                                                                    |
| Woning in Amsterdamse School-stijl                                                                                    | 1925                  |                               | Kennemerstraatweg 187             | 52° 37' 20" NB, 4° 44' 9" OL  | 0361/WN265 | Woning in Amsterdamse School-stijl                                                                                    |
| Woning in Amsterdamse School-stijl                                                                                    | 1925                  |                               | Kennemerstraatweg 189             | 52° 37' 20" NB, 4° 44' 9" OL  | 0361/WN266 | Woning in Amsterdamse School-stijl                                                                                    |
| Woning in Amsterdamse School-stijl                                                                                    | 1925                  |                               | Kennemerstraatweg 191             | 52° 37' 20" NB, 4° 44' 9" OL  | 0361/WN267 | Woning in Amsterdamse School-stijl                                                                                    |
| Woning in Amsterdamse School-stijl                                                                                    | 1925                  |                               | Kennemerstraatweg 193             | 52° 37' 19" NB, 4° 44' 9" OL  | 0361/WN268 | Woning in Amsterdamse School-stijl                                                                                    |
| Woning in Amsterdamse School-stijl                                                                                    | 1925                  |                               | Kennemerstraatweg 195             | 52° 37' 19" NB, 4° 44' 9" OL  | 0361/WN269 | Woning in Amsterdamse School-stijl                                                                                    |
| Woning in Amsterdamse School-stijl                                                                                    | 1925                  |                               | Kennemerstraatweg 197             | 52° 37' 19" NB, 4° 44' 9" OL  | 0361/WN270 | Woning in Amsterdamse School-stijl                                                                                    |
| Woning in eclectische stijl                                                                                           | 1914                  |                               | Kennemerstraatweg 231             | 52° 37' 15" NB, 4° 44' 4" OL  | 0361/WN271 | Woning in eclectische stijl                                                                                           |
| Woning |                       |                               | Kennemerstraatweg 233             | 52° 37' 15" NB, 4° 44' 4" OL  | 0361/WN272 | Woning |
| Woning in neorenaissancestijl                                                                                         |                       |                               | Kennemerstraatweg 239             | 52° 37' 14" NB, 4° 44' 4" OL  | 0361/WN273 | Woning in neorenaissancestijl                                                                                         |
| Woonboerderij, Boerderij in neoclassicistische stijl                                                                  | 1873, Circa 1850      |                               | Kennemerstraatweg 263             | 52° 37' 12" NB, 4° 44' 4" OL  | 0361/WN274 | Upload foto |
| Woning, Woonhuizen in eclectische stijl in neorenaissance met traditionele invloeden                                  | 1901, Circa 1890      |                               | Kennemerstraatweg 273             | 52° 37' 11" NB, 4° 44' 0" OL  | 0361/WN275 | Woning, Woonhuizen in eclectische stijl in neorenaissance met traditionele invloeden                                  |
| Woning in neorenaissancestijl                                                                                         | 1910                  |                               | Kennemerstraatweg 279             | 52° 37' 11" NB, 4° 43' 59" OL | 0361/WN276 | Woning in neorenaissancestijl                                                                                         |
| Woning in neorenaissancestijl                                                                                         | 1910                  |                               | Kennemerstraatweg 281             | 52° 37' 11" NB, 4° 43' 59" OL | 0361/WN277 | Woning in neorenaissancestijl                                                                                         |
| Woning in neorenaissancestijl                                                                                         |                       |                               | Kennemerstraatweg 283             | 52° 37' 11" NB, 4° 43' 59" OL | 0361/WN278 | Woning in neorenaissancestijl                                                                                         |
| Woning in neorenaissancestijl                                                                                         |                       |                               | Kennemerstraatweg 285             | 52° 37' 11" NB, 4° 43' 58" OL | 0361/WN279 | Woning in neorenaissancestijl                                                                                         |
| Woning in neorenaissancestijl                                                                                         | 1897                  |                               | Kennemerstraatweg 87A             | 52° 37' 35" NB, 4° 44' 21" OL | 0361/WN280 | Woning in neorenaissancestijl                                                                                         |
| Woning in neorenaissancestijl                                                                                         | 1898                  |                               | Kennemerstraatweg 148A            | 52° 37' 11" NB, 4° 43' 58" OL | 0361/WN281 | Woning in neorenaissancestijl                                                                                         |
| Woning in Amsterdamse School-stijl                                                                                    | 1934                  |                               | Klein Nieuwland 16                | 52° 37' 39" NB, 4° 45' 0" OL  | 0361/WN282 | Meer afbeeldingen |
| Bedrijfspand, Bedrijfspand in neorenaissance stijl                                                                    | 1891, 1908            |                               | Koningsstraat 4                   | 52° 37' 57" NB, 4° 45' 2" OL  | 0361/WN283 | Bedrijfspand, Bedrijfspand in neorenaissance stijl                                                                    |
| Woning in neorenaissance stijl                                                                                        | 1896                  |                               | Koningsstraat 8                   | 52° 37' 57" NB, 4° 45' 0" OL  | 0361/WN284 | Woning in neorenaissance stijl                                                                                        |
| Winkel, winkelpand; bovenwoning in jugendstil                                                                         | 1908, Circa 1905      |                               | Koningsstraat 9                   | 52° 37' 57" NB, 4° 44' 60" OL | 0361/WN285 | Winkel, winkelpand; bovenwoning in jugendstil                                                                         |
| Woning, pakhuis in jugendstil                                                                                         | 1904                  |                               | Koningsstraat 15                  | 52° 37' 57" NB, 4° 44' 59" OL | 0361/WN286 | Woning, pakhuis in jugendstil                                                                                         |
| Woning in traditionalistische stijl                                                                                   | 1930                  |                               | Koorstraat 3                      | 52° 37' 56" NB, 4° 44' 40" OL | 0361/WN287 | Woning in traditionalistische stijl                                                                                   |
| Woning, apotheek; bovenwoning in jugendstil, overgangsarchitectuur                                                    | 1909, Circa 1900      |                               | Koorstraat 59                     | 52° 37' 52" NB, 4° 44' 37" OL | 0361/WN288 | Woning, apotheek; bovenwoning in jugendstil, overgangsarchitectuur                                                    |
| Woning in neorenaissancestijl                                                                                         |                       |                               | Koorstraat 61                     | 52° 37' 52" NB, 4° 44' 37" OL | 0361/WN289 | Woning in neorenaissancestijl                                                                                         |
| |                       |                               | Kraanbuurt 1                      | 52° 37' 49" NB, 4° 44' 59" OL | 0361/WN290 | |
| |                       |                               | Kraanbuurt 3                      | 52° 37' 49" NB, 4° 44' 58" OL | 0361/WN291 | |
| Woning in neoclassicistische stijl                                                                                    | 1915                  |                               | Krelagestraat 79                  | 52° 38' 8" NB, 4° 44' 10" OL  | 0361/WN292 | Upload foto |
| Bedrijfspand, parochiezaal in neorenaissancestijl Muziekvereniging Excelcior                                          | 1892                  |                               | Kwerenpad 11                      | 52° 37' 40" NB, 4° 44' 57" OL | 0361/WN293 | Bedrijfspand, parochiezaal in neorenaissancestijl Muziekvereniging Excelcior                                          |
| Woning, pastorie in Amsterdamse School-stijl, traditionalistische stijl                                               | 1933, 1935            |                               | Kwerenpad 15                      | 52° 37' 40" NB, 4° 44' 55" OL | 0361/WN294 | Woning, pastorie in Amsterdamse School-stijl, traditionalistische stijl                                               |
| Woning, bedrijfspanden; woonhuizen in jugendstil                                                                      | 1907, Circa 1900      |                               | Laat 91                           | 52° 37' 45" NB, 4° 44' 60" OL | 0361/WN295 | Woning, bedrijfspanden; woonhuizen in jugendstil                                                                      |
| Woning, bedrijfspand in jugendstil                                                                                    | 1902, Circa 1900      |                               | Laat 112                          | 52° 37' 48" NB, 4° 44' 54" OL | 0361/WN296 | Woning, bedrijfspand in jugendstil                                                                                    |
| Woning, winkelpand in traditionalistische stijl                                                                       | 1911, Circa 1900      |                               | Laat 118                          | 52° 37' 49" NB, 4° 44' 53" OL | 0361/WN297 | Woning, winkelpand in traditionalistische stijl                                                                       |
| | 1875-1900             |                               | Laat 120                          | 52° 37' 49" NB, 4° 44' 51" OL | 0361/WN298 | |
| | 1866                  |                               | Laat 128                          | 52° 37' 50" NB, 4° 44' 50" OL | 0361/WN299 | |
| Woning in neorenaissancestijl                                                                                         | 1875-1900             |                               | Laat 134                          | 52° 37' 51" NB, 4° 44' 47" OL | 0361/WN300 | Woning in neorenaissancestijl                                                                                         |
| Woning, Winkelpand in neorenaissancestijl                                                                             | 1875-1900, Circa 1890 |                               | Laat 152                          | 52° 37' 51" NB, 4° 44' 45" OL | 0361/WN301 | Woning, Winkelpand in neorenaissancestijl                                                                             |
| Woning in traditionalistische stijl                                                                                   |                       |                               | Laat 162                          | 52° 37' 52" NB, 4° 44' 44" OL | 0361/WN302 | Woning in traditionalistische stijl                                                                                   |
| Woning in jugendstil                                                                                                  | 1903                  |                               | Laat 192                          | 52° 37' 52" NB, 4° 44' 42" OL | 0361/WN303 | Woning in jugendstil                                                                                                  |
| Woning in jugendstil                                                                                                  | 1901                  |                               | Laat 202                          | 52° 37' 52" NB, 4° 44' 41" OL | 0361/WN304 | Woning in jugendstil                                                                                                  |
| Winkel in neorenaissancestijl                                                                                         | 1894                  |                               | Laat 221                          | 52° 37' 52" NB, 4° 44' 40" OL | 0361/WN305 | Winkel in neorenaissancestijl                                                                                         |
| Woning in Amsterdamse School-stijl                                                                                    | 1922                  |                               | Lamoraalstraat 2                  | 52° 37' 55" NB, 4° 44' 8" OL  | 0361/WN306 | Woning in Amsterdamse School-stijl                                                                                    |
| Woning in Amsterdamse School-stijl                                                                                    | 1922                  |                               | Lamoraalstraat 4                  | 52° 37' 55" NB, 4° 44' 7" OL  | 0361/WN307 | Woning in Amsterdamse School-stijl                                                                                    |
| Winkel in jugendstil Modemagazijn Meyer                                                                               | 1913, Circa 1925      |                               | Langestraat 3                     | 52° 37' 50" NB, 4° 44' 58" OL | 0361/WN308 | Winkel in jugendstil Modemagazijn Meyer                                                                               |
| Woning in traditionalistische stijl                                                                                   | 1911                  |                               | Langestraat 7                     | 52° 37' 50" NB, 4° 44' 58" OL | 0361/WN309 | Woning in traditionalistische stijl                                                                                   |
| Woning in traditionalistische stijl                                                                                   | 1936                  |                               | Langestraat 13                    | 52° 37' 51" NB, 4° 44' 56" OL | 0361/WN310 | Woning in traditionalistische stijl                                                                                   |
| Woning | 1800-1900             |                               | Langestraat 28                    | 52° 37' 52" NB, 4° 44' 55" OL | 0361/WN311 | Woning |
| Woning in neorenaissancestijl                                                                                         | 1896, Circa 1890      |                               | Langestraat 29                    | 52° 37' 51" NB, 4° 44' 55" OL | 0361/WN312 | Woning in neorenaissancestijl                                                                                         |
| Woning in Nieuwe bouwen-stijl                                                                                         | 1932                  |                               | Langestraat 30                    | 52° 37' 52" NB, 4° 44' 54" OL | 0361/WN313 | Woning in Nieuwe bouwen-stijl                                                                                         |
| |                       |                               | Langestraat 45                    | 52° 37' 52" NB, 4° 44' 53" OL | 0361/WN314 | |
| Woning in eclectische stijl                                                                                           | 1825-1850, Circa 1880 |                               | Langestraat 46                    | 52° 37' 53" NB, 4° 44' 52" OL | 0361/WN315 | Woning in eclectische stijl                                                                                           |
| Gebouw in eclectische stijl                                                                                           | 1875-1900             |                               | Langestraat 49                    | 52° 37' 52" NB, 4° 44' 52" OL | 0361/WN316 | Gebouw in eclectische stijl                                                                                           |
| Woning in Nieuwe bouwen-stijl in Nieuwe Zakelijkheid stijl                                                            | 1935, Circa 1930      |                               | Langestraat 54                    | 52° 37' 53" NB, 4° 44' 51" OL | 0361/WN317 | Woning in Nieuwe bouwen-stijl in Nieuwe Zakelijkheid stijl                                                            |
| Woning in jugendstil                                                                                                  | 1915                  |                               | Langestraat 61                    | 52° 37' 53" NB, 4° 44' 50" OL | 0361/WN318 | Woning in jugendstil                                                                                                  |
| Woning in neorenaissancestijl                                                                                         | 1875-1900             |                               | Langestraat 65                    | 52° 37' 53" NB, 4° 44' 50" OL | 0361/WN319 | Woning in neorenaissancestijl                                                                                         |
| Woning in neorenaissancestijl                                                                                         |                       |                               | Langestraat 87                    | 52° 37' 54" NB, 4° 44' 47" OL | 0361/WN320 | Woning in neorenaissancestijl                                                                                         |
| Woning in traditionalistische stijl                                                                                   |                       |                               | Langestraat 98                    | 52° 37' 56" NB, 4° 44' 44" OL | 0361/WN321 | Woning in traditionalistische stijl                                                                                   |
| Woning, winkelwoonhuis in traditionalistische stijl in Herori-stijl                                                   | 1912, Circa 1915      |                               | Langestraat 99                    | 52° 37' 55" NB, 4° 44' 43" OL | 0361/WN322 | Woning, winkelwoonhuis in traditionalistische stijl in Herori-stijl                                                   |
| Restaurant in jugendstil in Hotel de Nachtegaal                                                                       | 1903, Circa 1900      |                               | Langestraat 100                   | 52° 37' 56" NB, 4° 44' 45" OL | 0361/WN323 | Restaurant in jugendstil in Hotel de Nachtegaal                                                                       |
| Woning in neorenaissancestijl, toren in chaletstijl                                                                   | 1875-1900, Circa 1900 |                               | Langestraat 102                   | 52° 37' 56" NB, 4° 44' 44" OL | 0361/WN324 | Woning in neorenaissancestijl, toren in chaletstijl                                                                   |
| Woning in traditionalistische stijl                                                                                   | 1930                  |                               | Langestraat 123                   | 52° 37' 56" NB, 4° 44' 41" OL | 0361/WN325 | Woning in traditionalistische stijl                                                                                   |
| Woning | 1865                  |                               | Langestraat 9W                    | 52° 37' 50" NB, 4° 44' 57" OL | 0361/WN326 | Woning |
| Woning in Amsterdamse School-stijl                                                                                    | 1925                  |                               | Langestraat 12A                   | 52° 37' 51" NB, 4° 44' 57" OL | 0361/WN327 | Woning in Amsterdamse School-stijl                                                                                    |
| School in Amsterdamse School-stijl                                                                                    | 1928                  |                               | Lindenlaan 101                    | 52° 37' 51" NB, 4° 44' 7" OL  | 0361/WN328 | School in Amsterdamse School-stijl                                                                                    |
| Woning | 1875-1900             |                               | Lombardsteeg 4                    | 52° 37' 58" NB, 4° 44' 51" OL | 0361/WN329 | Woning |
| Woning in neorenaissancestijl                                                                                         | 1875-1900             |                               | Luttik Oudorp 68                  | 52° 37' 50" NB, 4° 45' 12" OL | 0361/WN330 | Woning in neorenaissancestijl                                                                                         |
| Bedrijfspand in Amsterdamse School-stijl Kerrebijn                                                                    | 1930, Circa 1925      |                               | Luttik Oudorp 79                  | 52° 37' 49" NB, 4° 45' 12" OL | 0361/WN331 | Bedrijfspand in Amsterdamse School-stijl Kerrebijn                                                                    |
| Gebouw in jugendstil                                                                                                  | 1875-1900             |                               | Luttik Oudorp 80                  | 52° 37' 51" NB, 4° 45' 11" OL | 0361/WN332 | Gebouw in jugendstil                                                                                                  |
| Woning, pakhuis in traditionalistische stijl                                                                          | 1913, Circa 1900      |                               | Luttik Oudorp 100                 | 52° 37' 51" NB, 4° 45' 9" OL  | 0361/WN333 | Woning, pakhuis in traditionalistische stijl                                                                          |
| Woning in neorenaissancestijl                                                                                         | 1900                  |                               | Luttik Oudorp 106                 | 52° 37' 51" NB, 4° 45' 8" OL  | 0361/WN334 | Woning in neorenaissancestijl                                                                                         |
| Woning in jugendstil                                                                                                  | 1875-1900             |                               | Luttik Oudorp 107                 | 52° 37' 50" NB, 4° 45' 8" OL  | 0361/WN335 | Meer afbeeldingen |
| Woning in jugendstil                                                                                                  | 1906, Circa 1900      |                               | Luttik Oudorp 114                 | 52° 37' 52" NB, 4° 45' 7" OL  | 0361/WN336 | Woning in jugendstil                                                                                                  |
| Woning in Amsterdamse School-stijl                                                                                    | 1932                  |                               | Lyceumstraat 1                    | 52° 37' 38" NB, 4° 44' 50" OL | 0361/WN337 | Woning in Amsterdamse School-stijl                                                                                    |
| Woning in Amsterdamse School-stijl                                                                                    | 1935                  |                               | Lyceumstraat 76                   | 52° 37' 29" NB, 4° 44' 49" OL | 0361/WN338 | Upload foto |
| Woning in Amsterdamse School-stijl                                                                                    | 1935                  |                               | Lyceumstraat 82                   | 52° 37' 28" NB, 4° 44' 49" OL | 0361/WN339 | Woning in Amsterdamse School-stijl                                                                                    |
| Woning in Amsterdamse School-stijl                                                                                    | 1927                  |                               | Maclaine Pontstraat 1             | 52° 37' 26" NB, 4° 44' 14" OL | 0361/WN340 | Woning in Amsterdamse School-stijl                                                                                    |
| Gebouw in neorenaissancestijl                                                                                         | 1875-1900             |                               | Magdalenenstraat 6A               | 52° 37' 53" NB, 4° 44' 58" OL | 0361/WN341 | Gebouw in neorenaissancestijl                                                                                         |
| Woning in neorenaissancestijl                                                                                         | 1895                  |                               | Mariënlaan 1                      | 52° 37' 47" NB, 4° 44' 25" OL | 0361/WN342 | Woning in neorenaissancestijl                                                                                         |
| | 1900-1925             |                               | Marktstraat 11                    | 52° 37' 56" NB, 4° 44' 58" OL | 0361/WN343 | |
| Woning, Herenhuizen in neorenaissancestijl                                                                            | 1894, Circa 1900      |                               | Metiusgracht 1                    | 52° 37' 43" NB, 4° 44' 23" OL | 0361/WN344 | Woning, Herenhuizen in neorenaissancestijl                                                                            |
| Woning, Herenhuizen in neorenaissancestijl                                                                            | 1895, Circa 1900      |                               | Metiusgracht 2                    | 52° 37' 43" NB, 4° 44' 22" OL | 0361/WN345 | Woning, Herenhuizen in neorenaissancestijl                                                                            |
| Woning in neorenaissancestijl                                                                                         | 1895                  |                               | Metiusgracht 3                    | 52° 37' 43" NB, 4° 44' 22" OL | 0361/WN346 | Woning in neorenaissancestijl                                                                                         |
| Woning in neoclassicistische stijl                                                                                    | 1895                  |                               | Metiusgracht 4                    | 52° 37' 43" NB, 4° 44' 22" OL | 0361/WN347 | Woning in neoclassicistische stijl                                                                                    |
| Woning, herenhuizen in neorenaissancestijl                                                                            | 1905, Circa 1900      |                               | Metiusgracht 5                    | 52° 37' 43" NB, 4° 44' 22" OL | 0361/WN348 | Woning, herenhuizen in neorenaissancestijl                                                                            |
| Woning, herenhuizen in neorenaissancestijl                                                                            | 1897, Circa 1900      |                               | Metiusgracht 6                    | 52° 37' 43" NB, 4° 44' 21" OL | 0361/WN349 | Woning, herenhuizen in neorenaissancestijl                                                                            |
| Woning in neorenaissance stijl                                                                                        | 1897                  |                               | Metiusgracht 7                    | 52° 37' 43" NB, 4° 44' 21" OL | 0361/WN350 | Woning in neorenaissance stijl                                                                                        |
| Woning in neorenaissancestijl                                                                                         | 1897                  |                               | Metiusgracht 8                    | 52° 37' 43" NB, 4° 44' 21" OL | 0361/WN351 | Woning in neorenaissancestijl                                                                                         |
| Woning in neorenaissancestijl                                                                                         | 1897                  |                               | Metiusgracht 9                    | 52° 37' 43" NB, 4° 44' 20" OL | 0361/WN352 | Woning in neorenaissancestijl                                                                                         |
| Woning in neorenaissancestijl                                                                                         | 1897                  |                               | Metiusgracht 10                   | 52° 37' 44" NB, 4° 44' 20" OL | 0361/WN353 | Woning in neorenaissancestijl                                                                                         |
| Woning, woonhuizen in overgangsarchitectuur-stijl                                                                     | 1900, Circa 1900      |                               | Metiusgracht 11                   | 52° 37' 44" NB, 4° 44' 20" OL | 0361/WN354 | Woning, woonhuizen in overgangsarchitectuur-stijl                                                                     |
| Woning, Woonhuizen in jugendstil, overgangsarchitectuur                                                               | 1906, Circa 1900      |                               | Metiusgracht 12                   | 52° 37' 44" NB, 4° 44' 20" OL | 0361/WN355 | Woning, Woonhuizen in jugendstil, overgangsarchitectuur                                                               |
| Woning in jugendstil                                                                                                  | 1906                  |                               | Metiusgracht 13                   | 52° 37' 44" NB, 4° 44' 19" OL | 0361/WN356 | Woning in jugendstil                                                                                                  |
| Woning in jugendstil                                                                                                  | 1906                  |                               | Metiusgracht 14                   | 52° 37' 44" NB, 4° 44' 19" OL | 0361/WN357 | Woning in jugendstil                                                                                                  |
| Woning in jugendstil                                                                                                  | 1905                  |                               | Metiusgracht 15                   | 52° 37' 44" NB, 4° 44' 19" OL | 0361/WN358 | Woning in jugendstil                                                                                                  |
| Woning in jugendstil                                                                                                  | 1905                  |                               | Metiusgracht 16                   | 52° 37' 44" NB, 4° 44' 19" OL | 0361/WN359 | Woning in jugendstil                                                                                                  |
| Woning | 1905                  |                               | Metiusgracht 17                   | 52° 37' 44" NB, 4° 44' 18" OL | 0361/WN360 | Woning |
| Woning in neorenaissanc stijl                                                                                         | 1905                  |                               | Metiusgracht 18                   | 52° 37' 44" NB, 4° 44' 18" OL | 0361/WN361 | Woning in neorenaissanc stijl                                                                                         |
| Woning, woonhuizen in neorenaissancestijl,overgangsarchitectuur                                                       | 1905, Circa 1900      | Uitenbosch, M. (22)           | Metiusgracht 19                   | 52° 37' 45" NB, 4° 44' 17" OL | 0361/WN362 | Woning, woonhuizen in neorenaissancestijl,overgangsarchitectuur                                                       |
| Woning, woonhuizen in jugendstil, overgangsarchitectuur                                                               | 1905, Circa 1900      | Uitenbosch, M. (22)           | Metiusgracht 20                   | 52° 37' 45" NB, 4° 44' 17" OL | 0361/WN363 | Woning, woonhuizen in jugendstil, overgangsarchitectuur                                                               |
| Woning in jugendstil                                                                                                  | 1905                  |                               | Metiusgracht 21                   | 52° 37' 45" NB, 4° 44' 17" OL | 0361/WN364 | Woning in jugendstil                                                                                                  |
| Woning in neorenaissancestijl                                                                                         | 1906                  |                               | Metiusgracht 22                   | 52° 37' 45" NB, 4° 44' 16" OL | 0361/WN365 | Woning in neorenaissancestijl                                                                                         |
| Woning in neorenaissancestijl                                                                                         | 1906                  |                               | Metiusgracht 23                   | 52° 37' 45" NB, 4° 44' 16" OL | 0361/WN366 | Woning in neorenaissancestijl                                                                                         |
| Woning in eclectische stijl                                                                                           | 1905                  |                               | Metiusstraat 15                   | 52° 37' 45" NB, 4° 44' 19" OL | 0361/WN367 | Woning in eclectische stijl                                                                                           |
| Woning in eclectische stijl                                                                                           | 1905                  |                               | Metiusstraat 17                   | 52° 37' 45" NB, 4° 44' 18" OL | 0361/WN368 | Woning in eclectische stijl                                                                                           |
| Woning in neorenaissancestijl                                                                                         | 1903                  |                               | Metiusstraat 19                   | 52° 37' 45" NB, 4° 44' 18" OL | 0361/WN369 | Woning in neorenaissancestijl                                                                                         |
| Woning, winkelpui in Amsterdamse School-stijl                                                                         | Circa 1925            |                               | Mient 1                           | 52° 37' 51" NB, 4° 45' 2" OL  | 0361/WN370 | Woning, winkelpui in Amsterdamse School-stijl                                                                         |
| Gebouw in neorenaissancestijl                                                                                         | 1889                  |                               | Mient 6                           | 52° 37' 52" NB, 4° 45' 1" OL  | 0361/WN371 | Meer afbeeldingen |
| Bouwwerk in jugendstil, overgangsarchitectuur                                                                         | 1903, Circa 1900      |                               | Mient 17                          | 52° 37' 50" NB, 4° 45' 1" OL  | 0361/WN372 | Bouwwerk in jugendstil, overgangsarchitectuur                                                                         |
| | 1932                  |                               | Mr.P.J.Troelstrakade              | 52° 37' 24" NB, 4° 44' 49" OL | 0361/WN373 | Upload foto |
| | 1938                  |                               | N.G.Piersonstraat                 | 52° 37' 25" NB, 4° 44' 43" OL | 0361/WN374 | Upload foto |
| Woning in traditionalistische stijl                                                                                   | 1919                  |                               | Nassaulaan 1                      | 52° 37' 50" NB, 4° 44' 26" OL | 0361/WN375 | Woning in traditionalistische stijl                                                                                   |
| Woning in traditionalistische stijl                                                                                   | 1919                  |                               | Nassaulaan 3                      | 52° 37' 50" NB, 4° 44' 26" OL | 0361/WN376 | Woning in traditionalistische stijl                                                                                   |
| Woning in traditionalistische stijl                                                                                   | 1919                  |                               | Nassaulaan 5                      | 52° 37' 51" NB, 4° 44' 25" OL | 0361/WN377 | Woning in traditionalistische stijl                                                                                   |
| Woning, middenstandswoningen in Amsterdamse School-stijl                                                              | 1925                  | Firma Schaaf en Stegerhoek    | Nassaulaan 6                      | 52° 37' 53" NB, 4° 44' 23" OL | 0361/WN378 | Woning, middenstandswoningen in Amsterdamse School-stijl                                                              |
| Woning in traditionalistische stijl                                                                                   | 1919                  |                               | Nassaulaan 7                      | 52° 37' 51" NB, 4° 44' 25" OL | 0361/WN379 | Woning in traditionalistische stijl                                                                                   |
| Woning in Amsterdamse School-stijl                                                                                    | 1925                  |                               | Nassaulaan 8                      | 52° 37' 53" NB, 4° 44' 23" OL | 0361/WN380 | Woning in Amsterdamse School-stijl                                                                                    |
| Herenhuis in traditionalistische stijl                                                                                | 1913, Circa 1915      |                               | Nassaulaan 9                      | 52° 37' 51" NB, 4° 44' 24" OL | 0361/WN381 | Herenhuis in traditionalistische stijl                                                                                |
| Woning in Amsterdamse School-stijl                                                                                    | 1925                  |                               | Nassaulaan 10                     | 52° 37' 53" NB, 4° 44' 22" OL | 0361/WN382 | Woning in Amsterdamse School-stijl                                                                                    |
| Herenhuis in traditionalistische stijl                                                                                | 1916, Circa 1915      | Leijer, J.C.                  | Nassaulaan 11                     | 52° 37' 51" NB, 4° 44' 24" OL | 0361/WN383 | Herenhuis in traditionalistische stijl                                                                                |
| Woning in Amsterdamse School-stijl                                                                                    | 1925                  |                               | Nassaulaan 12                     | 52° 37' 53" NB, 4° 44' 22" OL | 0361/WN384 | Woning in Amsterdamse School-stijl                                                                                    |
| Woning in Amsterdamse School-stijl                                                                                    | 1928                  |                               | Nassaulaan 13                     | 52° 37' 51" NB, 4° 44' 24" OL | 0361/WN385 | Woning in Amsterdamse School-stijl                                                                                    |
| Woning in Amsterdamse School-stijl                                                                                    | 1925                  |                               | Nassaulaan 14                     | 52° 37' 54" NB, 4° 44' 22" OL | 0361/WN386 | Woning in Amsterdamse School-stijl                                                                                    |
| Woning in neorenaissancestijl                                                                                         | 1909                  |                               | Nassaulaan 15                     | 52° 37' 51" NB, 4° 44' 23" OL | 0361/WN387 | Woning in neorenaissancestijl                                                                                         |
| Woning in Amsterdamse School-stijl                                                                                    | 1925                  |                               | Nassaulaan 16                     | 52° 37' 54" NB, 4° 44' 21" OL | 0361/WN388 | Woning in Amsterdamse School-stijl                                                                                    |
| Woning in neorenaissancestijl                                                                                         | 1909                  |                               | Nassaulaan 17                     | 52° 37' 51" NB, 4° 44' 23" OL | 0361/WN389 | Woning in neorenaissancestijl                                                                                         |
| Woning in Amsterdamse School-stijl                                                                                    | 1925                  |                               | Nassaulaan 18                     | 52° 37' 54" NB, 4° 44' 21" OL | 0361/WN390 | Woning in Amsterdamse School-stijl                                                                                    |
| Woning, woonhuis in jugendstil, overgangsarchitectuur                                                                 | 1910, Circa 1915      | Leijen, J.C.                  | Nassaulaan 19                     | 52° 37' 52" NB, 4° 44' 23" OL | 0361/WN391 | Woning, woonhuis in jugendstil, overgangsarchitectuur                                                                 |
| Woning in Amsterdamse School-stijl                                                                                    | 1925                  |                               | Nassaulaan 20                     | 52° 37' 54" NB, 4° 44' 21" OL | 0361/WN392 | Woning in Amsterdamse School-stijl                                                                                    |
| Woning, middenstandswoningen in Nieuwe Haagse School-stijl, interbellumarchitectuur                                   | 1927, 1927/1928       |                               | Nassaulaan 21                     | 52° 37' 52" NB, 4° 44' 22" OL | 0361/WN393 | Woning, middenstandswoningen in Nieuwe Haagse School-stijl, interbellumarchitectuur                                   |
| Woning in Amsterdamse School-stijl                                                                                    | 1925                  |                               | Nassaulaan 22                     | 52° 37' 54" NB, 4° 44' 20" OL | 0361/WN394 | Woning in Amsterdamse School-stijl                                                                                    |
| Woning in Nieuwe Haagse School-stijl                                                                                  | 1927                  |                               | Nassaulaan 23                     | 52° 37' 52" NB, 4° 44' 22" OL | 0361/WN395 | Woning in Nieuwe Haagse School-stijl                                                                                  |
| Woning in Amsterdamse School-stijl                                                                                    | 1925                  |                               | Nassaulaan 24                     | 52° 37' 54" NB, 4° 44' 20" OL | 0361/WN396 | Woning in Amsterdamse School-stijl                                                                                    |
| Woning in Nieuwe haagse school stijl                                                                                  | 1927                  |                               | Nassaulaan 25                     | 52° 37' 52" NB, 4° 44' 22" OL | 0361/WN397 | Woning in Nieuwe haagse school stijl                                                                                  |
| Woning, woonhuis (dubbel) in jugendstil, overgangsarchitectuur                                                        | 1908                  |                               | Nassaulaan 26                     | 52° 37' 54" NB, 4° 44' 20" OL | 0361/WN398 | Woning, woonhuis (dubbel) in jugendstil, overgangsarchitectuur                                                        |
| Woning in Nieuwe Haagse School-stijl                                                                                  | 1928                  |                               | Nassaulaan 27                     | 52° 37' 52" NB, 4° 44' 21" OL | 0361/WN399 | Woning in Nieuwe Haagse School-stijl                                                                                  |
| Woning in jugendstil                                                                                                  | 1908                  |                               | Nassaulaan 28                     | 52° 37' 54" NB, 4° 44' 20" OL | 0361/WN400 | Woning in jugendstil                                                                                                  |
| Woning in Nieuwe Haagse School-stijl                                                                                  | 1928                  |                               | Nassaulaan 29                     | 52° 37' 52" NB, 4° 44' 21" OL | 0361/WN401 | Woning in Nieuwe Haagse School-stijl                                                                                  |
| Bedrijfspand, klooster in Amsterdamse School-stijl, traditionalistische stijl Huize St. Louis                         | 1925, Circa 1930      | Molenaar, N. (jr)             | Nassaulaan 30                     | 52° 37' 55" NB, 4° 44' 19" OL | 0361/WN402 | Bedrijfspand, klooster in Amsterdamse School-stijl, traditionalistische stijl Huize St. Louis                         |
| Woning in Nieuwe Haagse School-stijl                                                                                  | 1928                  |                               | Nassaulaan 31                     | 52° 37' 52" NB, 4° 44' 21" OL | 0361/WN403 | Woning in Nieuwe Haagse School-stijl                                                                                  |
| Woning, Woonhuis (dubbel) in jugendstil, overgangsarchitectuur                                                        | 1912, Circa 1915      |                               | Nassaulaan 32                     | 52° 37' 55" NB, 4° 44' 18" OL | 0361/WN404 | Woning, Woonhuis (dubbel) in jugendstil, overgangsarchitectuur                                                        |
| Woning in Nieuwe Haagse School-stijl                                                                                  | 1928                  |                               | Nassaulaan 33                     | 52° 37' 52" NB, 4° 44' 20" OL | 0361/WN405 | Woning in Nieuwe Haagse School-stijl                                                                                  |
| Woning in jugendstil                                                                                                  | 1912                  |                               | Nassaulaan 34                     | 52° 37' 55" NB, 4° 44' 17" OL | 0361/WN406 | Woning in jugendstil                                                                                                  |
| Woning | 1926                  |                               | Nassaulaan 35                     | 52° 37' 53" NB, 4° 44' 20" OL | 0361/WN407 | Woning |
| Woning, Woonhuis (dubbel) in neorenaissancestijl, overgangsarchitectuur                                               | 1908, Circa 1915      |                               | Nassaulaan 37                     | 52° 37' 53" NB, 4° 44' 19" OL | 0361/WN408 | Woning, Woonhuis (dubbel) in neorenaissancestijl, overgangsarchitectuur                                               |
| Woning in neorenaissancestijl                                                                                         | 1908                  |                               | Nassaulaan 39                     | 52° 37' 53" NB, 4° 44' 19" OL | 0361/WN409 | Woning in neorenaissancestijl                                                                                         |
| Woning, woonhuis in Nieuwe Haagse School-stijl, interbellumarchitectuur                                               | 1936, Circa 1935      |                               | Nassaulaan 41                     | 52° 37' 53" NB, 4° 44' 19" OL | 0361/WN410 | Woning, woonhuis in Nieuwe Haagse School-stijl, interbellumarchitectuur                                               |
| | 1953                  |                               | Nassaulaan 43                     | 52° 37' 53" NB, 4° 44' 18" OL | 0361/WN411 | |
| Woning, woonhuizen in jugendstil, overgangsarchitectuur Huize Nassau                                                  | 1911                  |                               | Nassaulaan 45                     | 52° 37' 54" NB, 4° 44' 18" OL | 0361/WN412 | Woning, woonhuizen in jugendstil, overgangsarchitectuur Huize Nassau                                                  |
| Woning in jugendstil                                                                                                  | 1911                  |                               | Nassaulaan 47                     | 52° 37' 54" NB, 4° 44' 18" OL | 0361/WN413 | Woning in jugendstil                                                                                                  |
| Woning in Nieuwe Haagse School/Wrightiaanse stijl                                                                     | 1925                  |                               | Nassaulaan 49                     | 52° 37' 54" NB, 4° 44' 17" OL | 0361/WN414 | Woning in Nieuwe Haagse School/Wrightiaanse stijl                                                                     |
| Middenstandswoningen in Amsterdamse School-stijl                                                                      | 1924                  | Johannes van Reijendam        | Nassauplein 2                     | 52° 37' 58" NB, 4° 44' 14" OL | 0361/WN415 | Middenstandswoningen in Amsterdamse School-stijl                                                                      |
| Woning in Amsterdamse School-stijl                                                                                    | 1924                  | Johannes van Reijendam        | Nassauplein 3                     | 52° 37' 57" NB, 4° 44' 14" OL | 0361/WN416 | Woning in Amsterdamse School-stijl                                                                                    |
| Woning in Amsterdamse School-stijl                                                                                    | 1924                  | Johannes van Reijendam        | Nassauplein 4                     | 52° 37' 57" NB, 4° 44' 13" OL | 0361/WN417 | Woning in Amsterdamse School-stijl                                                                                    |
| Woning in jugendstil                                                                                                  | 1911                  |                               | Nassauplein 5                     | 52° 37' 57" NB, 4° 44' 13" OL | 0361/WN418 | Woning in jugendstil                                                                                                  |
| Woning in jugendstil                                                                                                  | 1911                  |                               | Nassauplein 6                     | 52° 37' 57" NB, 4° 44' 13" OL | 0361/WN419 | Woning in jugendstil                                                                                                  |
| Woning in jugendstil                                                                                                  | 1911, Circa 1911      |                               | Nassauplein 7                     | 52° 37' 57" NB, 4° 44' 12" OL | 0361/WN420 | Woning in jugendstil                                                                                                  |
| Woning in jugendstil                                                                                                  | 1911                  |                               | Nassauplein 8                     | 52° 37' 57" NB, 4° 44' 12" OL | 0361/WN421 | Woning in jugendstil                                                                                                  |
| Woning in jugendstil                                                                                                  | 1911                  |                               | Nassauplein 9                     | 52° 37' 57" NB, 4° 44' 12" OL | 0361/WN422 | Woning in jugendstil                                                                                                  |
| Woning in Amsterdamse School-stijl                                                                                    | 1926                  |                               | Nassauplein 14                    | 52° 37' 53" NB, 4° 44' 9" OL  | 0361/WN423 | Woning in Amsterdamse School-stijl                                                                                    |
| Woning in overgangsarchitectuur-stijl                                                                                 | 1912                  |                               | Nassauplein 18                    | 52° 37' 53" NB, 4° 44' 10" OL | 0361/WN424 | Woning in overgangsarchitectuur-stijl                                                                                 |
| Woning in overgangsarchitectuur-stijl                                                                                 | 1912                  |                               | Nassauplein 19                    | 52° 37' 53" NB, 4° 44' 11" OL | 0361/WN425 | Woning in overgangsarchitectuur-stijl                                                                                 |
| Woning in overgangsarchitectuur-stijl                                                                                 | 1912                  |                               | Nassauplein 20                    | 52° 37' 53" NB, 4° 44' 11" OL | 0361/WN426 | Woning in overgangsarchitectuur-stijl                                                                                 |
| Woning in overgangsarchitectuur-stijl                                                                                 | 1912                  |                               | Nassauplein 21                    | 52° 37' 53" NB, 4° 44' 11" OL | 0361/WN427 | Woning in overgangsarchitectuur-stijl                                                                                 |
| Woning in Amsterdamse School-stijl                                                                                    | 1924                  | Johannes van Reijendam        | Nassauplein 22                    | 52° 37' 53" NB, 4° 44' 12" OL | 0361/WN428 | Woning in Amsterdamse School-stijl                                                                                    |
| Woning in interbellumstijl                                                                                            | 1938                  |                               | Nassauplein 24                    | 52° 37' 54" NB, 4° 44' 13" OL | 0361/WN429 | Woning in interbellumstijl                                                                                            |
| Woning in Delftse School-stijl                                                                                        | 1935                  | Laan, van der                 | Nassauplein 25                    | 52° 37' 54" NB, 4° 44' 13" OL | 0361/WN430 | Woning in Delftse School-stijl                                                                                        |
| Woning in Amsterdamse School-stijl                                                                                    | 1927                  | Johannes van Reijendam        | Nassauplein 26                    | 52° 37' 54" NB, 4° 44' 14" OL | 0361/WN431 | Woning in Amsterdamse School-stijl                                                                                    |
| Woning in neorenaissancestijl                                                                                         | 1911                  |                               | Nassauplein 27                    | 52° 37' 54" NB, 4° 44' 14" OL | 0361/WN432 | Woning in neorenaissancestijl                                                                                         |
| Woning in neorenaissancestijl                                                                                         | 1911                  |                               | Nassauplein 28                    | 52° 37' 54" NB, 4° 44' 15" OL | 0361/WN433 | Woning in neorenaissancestijl                                                                                         |
| Woning in Amsterdamse School-stijl                                                                                    | 1924                  | Johannes van Reijendam        | Nassauplein 29                    | 52° 37' 54" NB, 4° 44' 15" OL | 0361/WN434 | Woning in Amsterdamse School-stijl                                                                                    |
| Woning in Amsterdamse School-stijl                                                                                    | 1924                  | Johannes van Reijendam        | Nassauplein 30                    | 52° 37' 54" NB, 4° 44' 16" OL | 0361/WN435 | Woning in Amsterdamse School-stijl                                                                                    |
| Woning in jugendstil                                                                                                  | 1912                  |                               | Nassauplein 32                    | 52° 37' 57" NB, 4° 44' 17" OL | 0361/WN436 | Upload foto |
| Woning in jugendstil                                                                                                  | 1912                  |                               | Nassauplein 34                    | 52° 37' 57" NB, 4° 44' 17" OL | 0361/WN437 | Upload foto |
| Woning in Interbellum stijl                                                                                           | 1934                  |                               | Nicolaas Beetskade 46             | 52° 38' 17" NB, 4° 43' 60" OL | 0361/WN438 | Woning in Interbellum stijl                                                                                           |
| Woning in Delfts traditionalistische stijl                                                                            | 1938                  |                               | Nicolaas Beetskade 47             | 52° 38' 16" NB, 4° 43' 59" OL | 0361/WN439 | Woning in Delfts traditionalistische stijl                                                                            |
| Woning in Delfts traditionalistische stijl                                                                            | 1938                  |                               | Nicolaas Beetskade 48             | 52° 38' 15" NB, 4° 43' 59" OL | 0361/WN440 | Woning in Delfts traditionalistische stijl                                                                            |
| Woning in Delfts traditionalistische stijl                                                                            | 1938                  |                               | Nicolaas Beetskade 49             | 52° 38' 15" NB, 4° 43' 58" OL | 0361/WN441 | Woning in Delfts traditionalistische stijl                                                                            |
| Woning in Amsterdamse School-stijl                                                                                    | 1932                  |                               | Nieuwlandersingel 39              | 52° 37' 39" NB, 4° 44' 50" OL | 0361/WN442 | Upload foto |
| School in neorenaissancestijl St. Adelbertusschool/St. Dominicusschool                                                | 1919                  |                               | Nieuwlandersingel 40              | 52° 37' 37" NB, 4° 44' 47" OL | 0361/WN443 | School in neorenaissancestijl St. Adelbertusschool/St. Dominicusschool                                                |
| Herenhuizen in neorenaissancestijl                                                                                    | 1911, Circa 1905      |                               | Nieuwlandersingel 41              | 52° 37' 39" NB, 4° 44' 46" OL | 0361/WN444 | Herenhuizen in neorenaissancestijl                                                                                    |
| Woning in neorenaissancestijl                                                                                         | 1905                  |                               | Nieuwlandersingel 42              | 52° 37' 39" NB, 4° 44' 46" OL | 0361/WN445 | Woning in neorenaissancestijl                                                                                         |
| Woning in neorenaissancestijl                                                                                         | 1905                  |                               | Nieuwlandersingel 43              | 52° 37' 39" NB, 4° 44' 46" OL | 0361/WN446 | Woning in neorenaissancestijl                                                                                         |
| Woning in neorenaissancestijl                                                                                         | 1905                  |                               | Nieuwlandersingel 44              | 52° 37' 39" NB, 4° 44' 46" OL | 0361/WN447 | Woning in neorenaissancestijl                                                                                         |
| Woning in neorenaissancestijl                                                                                         | 1905                  |                               | Nieuwlandersingel 45              | 52° 37' 40" NB, 4° 44' 46" OL | 0361/WN448 | Woning in neorenaissancestijl                                                                                         |
| Woning in traditionalistische stijl                                                                                   | 1920                  |                               | Nieuwlandersingel 46              | 52° 37' 40" NB, 4° 44' 45" OL | 0361/WN449 | Woning in traditionalistische stijl                                                                                   |
| Woning in traditionalistische stijl                                                                                   | 1907                  |                               | Nieuwlandersingel 47              | 52° 37' 40" NB, 4° 44' 45" OL | 0361/WN450 | Woning in traditionalistische stijl                                                                                   |
| Herenhuizen in neorenaissancestijl, overgangsarchitectuur                                                             | 1908, Circa 1905      |                               | Nieuwlandersingel 48              | 52° 37' 41" NB, 4° 44' 44" OL | 0361/WN451 | Herenhuizen in neorenaissancestijl, overgangsarchitectuur                                                             |
| Herenhuizen in neorenaissancestijl, overgangsarchitectuur                                                             | 1902, Circa 1905      |                               | Nieuwlandersingel 49              | 52° 37' 41" NB, 4° 44' 44" OL | 0361/WN452 | Herenhuizen in neorenaissancestijl, overgangsarchitectuur                                                             |
| Woning in jugendstil                                                                                                  | 1902                  |                               | Nieuwlandersingel 50              | 52° 37' 42" NB, 4° 44' 43" OL | 0361/WN453 | Woning in jugendstil                                                                                                  |
| Woning in jugendstil                                                                                                  | 1902                  |                               | Nieuwlandersingel 51              | 52° 37' 42" NB, 4° 44' 43" OL | 0361/WN454 | Woning in jugendstil                                                                                                  |
| Woning in jugendstil                                                                                                  | 1903                  |                               | Nieuwlandersingel 52              | 52° 37' 42" NB, 4° 44' 43" OL | 0361/WN455 | Woning in jugendstil                                                                                                  |
| Herenhuis (dubbel) in traditionalistische stijl                                                                       | 1914                  | Kalverboer, E.                | Nieuwlandersingel 58              | 52° 37' 43" NB, 4° 44' 40" OL | 0361/WN456 | Herenhuis (dubbel) in traditionalistische stijl                                                                       |
| Herenhuis (dubbel) in traditionalistische stijl                                                                       | 1914                  | Kalverboer, E.                | Nieuwlandersingel 59              | 52° 37' 43" NB, 4° 44' 39" OL | 0361/WN457 | Herenhuis (dubbel) in traditionalistische stijl                                                                       |
| Woning in Amsterdamse School-stijl                                                                                    | 1930                  |                               | Nieuwlandersingel 61              | 52° 37' 44" NB, 4° 44' 38" OL | 0361/WN458 | Woning in Amsterdamse School-stijl                                                                                    |
| Woning in neorenaissancestijl                                                                                         | 1896                  |                               | Nieuwlandersingel 62              | 52° 37' 44" NB, 4° 44' 38" OL | 0361/WN459 | Woning in neorenaissancestijl                                                                                         |
| Woning in neorenaissancestijl                                                                                         | 1896                  |                               | Nieuwlandersingel 63              | 52° 37' 44" NB, 4° 44' 38" OL | 0361/WN460 | Woning in neorenaissancestijl                                                                                         |
| Woning in neorenaissancestijl                                                                                         | 1896                  |                               | Nieuwlandersingel 64              | 52° 37' 44" NB, 4° 44' 37" OL | 0361/WN461 | Woning in neorenaissancestijl                                                                                         |
| Woning in eclectische stijl                                                                                           |                       |                               | Nieuwlandersingel 65              | 52° 37' 44" NB, 4° 44' 37" OL | 0361/WN462 | Woning in eclectische stijl                                                                                           |
| Woning in neorenaissancestijl                                                                                         | 1899                  |                               | Nieuwpoortslaan 2                 | 52° 37' 24" NB, 4° 44' 9" OL  | 0361/WN463 | Woning in neorenaissancestijl                                                                                         |
| Woning in neorenaissancestijl                                                                                         | 1899                  |                               | Nieuwpoortslaan 4                 | 52° 37' 24" NB, 4° 44' 9" OL  | 0361/WN464 | Woning in neorenaissancestijl                                                                                         |
| Woning in neorenaissancestijl                                                                                         | 1899                  |                               | Nieuwpoortslaan 6                 | 52° 37' 23" NB, 4° 44' 9" OL  | 0361/WN465 | Woning in neorenaissancestijl                                                                                         |
| Woning in neorenaissancestijl                                                                                         | 1899                  |                               | Nieuwpoortslaan 8                 | 52° 37' 23" NB, 4° 44' 8" OL  | 0361/WN466 | Woning in neorenaissancestijl                                                                                         |
| Woning in eclectische stijl                                                                                           | 1902                  |                               | Nieuwpoortslaan 10                | 52° 37' 23" NB, 4° 44' 8" OL  | 0361/WN467 | Woning in eclectische stijl                                                                                           |
| Woning in eclectische stijl                                                                                           | 1902                  |                               | Nieuwpoortslaan 12                | 52° 37' 23" NB, 4° 44' 8" OL  | 0361/WN468 | Upload foto |
| Woning in eclectische stijl                                                                                           | 1902                  |                               | Nieuwpoortslaan 14                | 52° 37' 23" NB, 4° 44' 8" OL  | 0361/WN469 | Upload foto |
| Woning in eclectische stijl                                                                                           | 1902                  |                               | Nieuwpoortslaan 16                | 52° 37' 23" NB, 4° 44' 8" OL  | 0361/WN470 | Upload foto |
| Woning in traditionalistische stijl                                                                                   | 1913                  |                               | Nieuwpoortslaan 22                | 52° 37' 23" NB, 4° 44' 7" OL  | 0361/WN471 | Woning in traditionalistische stijl                                                                                   |
| Woning | 1916                  |                               | Oude Helderseweg 91               | 52° 39' 38" NB, 4° 44' 40" OL | 0361/WN472 | Upload foto |
| |                       |                               | Oude Kanaaldijk 9                 | 52° 39' 0" NB, 4° 44' 42" OL  | 0361/WN473 | Upload foto |
| Woning in neorenaissancestijl                                                                                         |                       |                               | Oudegracht 19                     | 52° 37' 40" NB, 4° 45' 9" OL  | 0361/WN474 | Woning in neorenaissancestijl                                                                                         |
| Woning in eclectische stijl                                                                                           | 1875-1900             |                               | Oudegracht 27                     | 52° 37' 40" NB, 4° 45' 8" OL  | 0361/WN475 | Woning in eclectische stijl                                                                                           |
| Woning in eclectische stijl                                                                                           | 1875-1900             |                               | Oudegracht 29                     | 52° 37' 40" NB, 4° 45' 8" OL  | 0361/WN476 | Woning in eclectische stijl                                                                                           |
| Woning in eclectische stijl                                                                                           | 1875-1900             |                               | Oudegracht 31                     | 52° 37' 40" NB, 4° 45' 8" OL  | 0361/WN477 | Woning in eclectische stijl                                                                                           |
| Bedrijfspand in neorenaissancestijl                                                                                   | 1906                  |                               | Oudegracht 38                     | 52° 37' 42" NB, 4° 45' 5" OL  | 0361/WN478 | Bedrijfspand in neorenaissancestijl                                                                                   |
| Gebouw in jugendstil                                                                                                  | 1910                  |                               | Oudegracht 90                     | 52° 37' 43" NB, 4° 44' 56" OL | 0361/WN479 | Gebouw in jugendstil                                                                                                  |
| Woning in jugendstil                                                                                                  | 1910                  |                               | Oudegracht 132                    | 52° 37' 45" NB, 4° 44' 52" OL | 0361/WN480 | Woning in jugendstil                                                                                                  |
| Woning in jugendstil s                                                                                                | 1910                  |                               | Oudegracht 134                    | 52° 37' 45" NB, 4° 44' 52" OL | 0361/WN481 | Woning in jugendstil s                                                                                                |
| Gebouw in eclectische stijl                                                                                           | 1875-1900             |                               | Oudegracht 139                    | 52° 37' 41" NB, 4° 44' 58" OL | 0361/WN482 | Gebouw in eclectische stijl                                                                                           |
| Gebouw in eclectische stijl                                                                                           | 1875-1900             |                               | Oudegracht 141                    | 52° 37' 41" NB, 4° 44' 58" OL | 0361/WN483 | Gebouw in eclectische stijl                                                                                           |
| Gebouw in eclectische stijl                                                                                           | 1877                  |                               | Oudegracht 143                    | 52° 37' 41" NB, 4° 44' 58" OL | 0361/WN484 | Gebouw in eclectische stijl                                                                                           |
| Gebouw in eclectische stijl                                                                                           | 1877                  |                               | Oudegracht 145                    | 52° 37' 41" NB, 4° 44' 58" OL | 0361/WN485 | Gebouw in eclectische stijl                                                                                           |
| Gebouw in eclectische stijl                                                                                           | 1882                  |                               | Oudegracht 147                    | 52° 37' 41" NB, 4° 44' 57" OL | 0361/WN486 | Gebouw in eclectische stijl                                                                                           |
| Gebouw in eclectische stijl                                                                                           | 1882                  |                               | Oudegracht 149                    | 52° 37' 41" NB, 4° 44' 57" OL | 0361/WN487 | Gebouw in eclectische stijl                                                                                           |
| Gebouw in eclectische stijl                                                                                           | 1882                  |                               | Oudegracht 151                    | 52° 37' 41" NB, 4° 44' 57" OL | 0361/WN488 | Gebouw in eclectische stijl                                                                                           |
| Gebouw in eclectische stijl                                                                                           | 1896                  |                               | Oudegracht 153                    | 52° 37' 41" NB, 4° 44' 57" OL | 0361/WN489 | Gebouw in eclectische stijl                                                                                           |
| Gebouw in eclectische stijl                                                                                           | 1896                  |                               | Oudegracht 155                    | 52° 37' 41" NB, 4° 44' 57" OL | 0361/WN490 | Gebouw in eclectische stijl                                                                                           |
| Gebouw in jugendstil                                                                                                  | 1903                  |                               | Oudegracht 164                    | 52° 37' 46" NB, 4° 44' 49" OL | 0361/WN491 | Gebouw in jugendstil                                                                                                  |
| | 1880                  |                               | Oudegracht 184                    | 52° 37' 47" NB, 4° 44' 47" OL | 0361/WN492 | |
| | 1925-1950             |                               | Oudegracht 194                    | 52° 37' 48" NB, 4° 44' 46" OL | 0361/WN493 | |
| Kantoor in eclectische stijl                                                                                          | 1875-1900             |                               | Oudegracht 212                    | 52° 37' 50" NB, 4° 44' 42" OL | 0361/WN494 | Kantoor in eclectische stijl                                                                                          |
| Woning in eclectische stijl                                                                                           | 1875-1900             |                               | Oudegracht 223                    | 52° 37' 45" NB, 4° 44' 48" OL | 0361/WN495 | Woning in eclectische stijl                                                                                           |
| Gebouw in eclectische stijl                                                                                           | 1825-1850             |                               | Oudegracht 242                    | 52° 37' 52" NB, 4° 44' 37" OL | 0361/WN496 | Gebouw in eclectische stijl                                                                                           |
| Gebouw in traditionalistische stijl                                                                                   | 1909                  |                               | Oudegracht 291                    | 52° 37' 49" NB, 4° 44' 40" OL | 0361/WN497 | Gebouw in traditionalistische stijl                                                                                   |
| Herenhuis in eclectische stijl                                                                                        | 1879, Circa 1870      |                               | Parkstraat 1                      | 52° 37' 47" NB, 4° 44' 39" OL | 0361/WN498 | Herenhuis in eclectische stijl                                                                                        |
| Woonhuis in eclectische stijl                                                                                         | 1883, Circa 1870      |                               | Parkstraat 2                      | 52° 37' 47" NB, 4° 44' 40" OL | 0361/WN499 | Woonhuis in eclectische stijl                                                                                         |
| Villa in eclectische stijl Rosmade                                                                                    | 1874                  |                               | Parkstraat 3                      | 52° 37' 47" NB, 4° 44' 36" OL | 0361/WN500 | Villa in eclectische stijl Rosmade                                                                                    |
| Woning in traditionalistische stijl                                                                                   | 1904                  | Jan Stuyt                     | Paul Krugerstraat 2               | 52° 37' 36" NB, 4° 44' 37" OL | 0361/WN501 | Woning in traditionalistische stijl                                                                                   |
| |                       |                               | Payglop 1                         | 52° 37' 51" NB, 4° 44' 55" OL | 0361/WN502 | |
| Winkelpand in jugendstil, overgangsarchitectuur                                                                       | 1902, Circa 1900      |                               | Payglop 7                         | 52° 37' 50" NB, 4° 44' 54" OL | 0361/WN503 | Winkelpand in jugendstil, overgangsarchitectuur                                                                       |
| Winkelpand in jugendstil, overgangsarchitectuur                                                                       | 1908, Circa 1900      |                               | Payglop 8                         | 52° 37' 51" NB, 4° 44' 54" OL | 0361/WN504 | Winkelpand in jugendstil, overgangsarchitectuur                                                                       |
| Kantoor in traditionalistische stijl                                                                                  | 1912, Circa 1900      |                               | Pieterstraat 1                    | 52° 37' 58" NB, 4° 45' 4" OL  | 0361/WN505 | Kantoor in traditionalistische stijl                                                                                  |
| | 1900-1925             |                               | Pieterstraat 18                   | 52° 37' 57" NB, 4° 45' 2" OL  | 0361/WN506 | |
| Woning in interbellumstijl                                                                                            | 1936                  |                               | Prins Bernhardlaan 1              | 52° 37' 25" NB, 4° 44' 9" OL  | 0361/WN507 | Upload foto |
| Woning in eclectische stijl                                                                                           | 1902                  |                               | Prins Bernhardlaan 2              | 52° 37' 25" NB, 4° 44' 9" OL  | 0361/WN508 | Upload foto |
| Woning in eclectische stijl                                                                                           | 1916                  |                               | Prins Bernhardlaan 3              | 52° 37' 28" NB, 4° 43' 59" OL | 0361/WN509 | Upload foto |
| Kerk in eclectische stijl                                                                                             | 1887                  |                               | Prins Bernhardlaan 4              | 52° 37' 30" NB, 4° 43' 59" OL | 0361/WN510 | Kerk in eclectische stijl                                                                                             |
| |                       |                               | Prins Hendrikstraat 54            | 52° 37' 35" NB, 4° 44' 30" OL | 0361/WN511 | |
| Woning in expressionistische stijl                                                                                    | 1924                  | Crane, D.                     | Prinses Julianalaan 2             | 52° 37' 34" NB, 4° 44' 5" OL  | 0361/WN512 | Woning in expressionistische stijl                                                                                    |
| |                       |                               | Ridderstraat 32                   | 52° 37' 47" NB, 4° 44' 49" OL | 0361/WN513 | |
| Woning in Amsterdamse School-stijl                                                                                    | 1934                  |                               | Rippingstraat 13                  | 52° 37' 20" NB, 4° 44' 18" OL | 0361/WN514 | Upload foto |
| Gebouw in neorenaissancestijl                                                                                         | 1875-1900             |                               | Ritsevoort 1                      | 52° 37' 51" NB, 4° 44' 36" OL | 0361/WN515 | Gebouw in neorenaissancestijl                                                                                         |
| Gebouw in neogotische stijl                                                                                           | 1900                  |                               | Ritsevoort 3                      | 52° 37' 51" NB, 4° 44' 36" OL | 0361/WN516 | Gebouw in neogotische stijl                                                                                           |
| Gebouw in neogotische stijl                                                                                           | 1900                  |                               | Ritsevoort 5                      | 52° 37' 50" NB, 4° 44' 36" OL | 0361/WN517 | Gebouw in neogotische stijl                                                                                           |
| Gebouw in neorenaissancestijl                                                                                         | 1892                  |                               | Ritsevoort 34-36                  | 52° 37' 49" NB, 4° 44' 34" OL | 0361/WN518 | Gebouw in neorenaissancestijl                                                                                         |
| Hoekhuis met lijstgevel                                                                                               | 1875-1900             |                               | Ritsevoort 47                     | 52° 37' 48" NB, 4° 44' 33" OL | 0361/WN519 | Hoekhuis met lijstgevel                                                                                               |
| |                       |                               | Ruysdaelkade 14                   | 52° 38' 11" NB, 4° 43' 47" OL | 0361/WN520 | |
| |                       |                               | Ruysdaelkade 15                   | 52° 38' 11" NB, 4° 43' 47" OL | 0361/WN521 | |
| |                       |                               | Ruysdaelkade 16                   | 52° 38' 11" NB, 4° 43' 46" OL | 0361/WN522 | Upload foto |
| |                       |                               | Ruysdaelkade 17                   | 52° 38' 11" NB, 4° 43' 46" OL | 0361/WN523 | |
| |                       |                               | Ruysdaelkade 18                   | 52° 38' 12" NB, 4° 43' 46" OL | 0361/WN524 | Upload foto |
| |                       |                               | Ruysdaelkade 19                   | 52° 38' 12" NB, 4° 43' 46" OL | 0361/WN525 | Upload foto |
| |                       |                               | Ruysdaelkade 20                   | 52° 38' 12" NB, 4° 43' 45" OL | 0361/WN526 | Upload foto |
| Woning in Amsterdamse School-stijl                                                                                    | 1926                  |                               | Scharlo 1                         | 52° 38' 7" NB, 4° 44' 20" OL  | 0361/WN527 | Woning in Amsterdamse School-stijl                                                                                    |
| Schoorsteen |                       |                               | Schelphoek                        | 52° 37' 37" NB, 4° 45' 19" OL | 0361/WN528 | Upload foto |
| |                       |                               | Scheteldoekshaven 3               | 52° 37' 56" NB, 4° 44' 31" OL | 0361/WN529 | |
| Woning in traditionalistische stijl                                                                                   | 1913                  |                               | Scheteldoekshaven 5               | 52° 37' 56" NB, 4° 44' 30" OL | 0361/WN530 | Woning in traditionalistische stijl                                                                                   |
| Pakhuis in eclectische stijl                                                                                          | 1880, Circa 1880      |                               | Sint Annastraat 2                 | 52° 37' 49" NB, 4° 45' 14" OL | 0361/WN531 | Pakhuis in eclectische stijl                                                                                          |
| | 1925-1950             |                               | Sint Jacobstraat 38               | 52° 37' 47" NB, 4° 45' 5" OL  | 0361/WN532 | |
| Gebouw in traditionalistische stijl                                                                                   | 1933                  |                               | Sint Laurensstraat 7              | 52° 37' 58" NB, 4° 44' 43" OL | 0361/WN533 | Gebouw in traditionalistische stijl                                                                                   |
| Woning in neorenaissancestijl                                                                                         |                       |                               | Snaarmanslaan 5                   | 52° 38' 8" NB, 4° 44' 22" OL  | 0361/WN534 | Woning in neorenaissancestijl                                                                                         |
| Woning in eclectische stijl                                                                                           | 1902                  |                               | Snaarmanslaan 9                   | 52° 38' 8" NB, 4° 44' 23" OL  | 0361/WN535 | Woning in eclectische stijl                                                                                           |
| Woning in eclectische stijl                                                                                           | 1902                  |                               | Snaarmanslaan 11                  | 52° 38' 8" NB, 4° 44' 23" OL  | 0361/WN536 | Woning in eclectische stijl                                                                                           |
| Woning in eclectische stijl                                                                                           | 1902                  |                               | Snaarmanslaan 13                  | 52° 38' 8" NB, 4° 44' 23" OL  | 0361/WN537 | Woning in eclectische stijl                                                                                           |
| Woning in eclectische stijl                                                                                           | 1902                  |                               | Snaarmanslaan 15                  | 52° 38' 8" NB, 4° 44' 23" OL  | 0361/WN538 | Woning in eclectische stijl                                                                                           |
| Woning in eclectische stijl                                                                                           | 1902                  |                               | Snaarmanslaan 17                  | 52° 38' 8" NB, 4° 44' 23" OL  | 0361/WN539 | Woning in eclectische stijl                                                                                           |
| Woning in eclectische stijl                                                                                           | 1905                  |                               | Spoorstraat 2                     | 52° 38' 9" NB, 4° 44' 40" OL  | 0361/WN540 | Woning in eclectische stijl                                                                                           |
| Woning in jugendstil                                                                                                  | 1906                  | Kalverboer, E. (no. 6 en 8)   | Spoorstraat 4                     | 52° 38' 10" NB, 4° 44' 40" OL | 0361/WN541 | Woning in jugendstil                                                                                                  |
| Woning in jugendstil                                                                                                  | 1906                  | Kalverboer, E.                | Spoorstraat 6                     | 52° 38' 10" NB, 4° 44' 39" OL | 0361/WN542 | Woning in jugendstil                                                                                                  |
| Woning in jugendstil                                                                                                  | 1906                  | Kalverboer, E.                | Spoorstraat 8                     | 52° 38' 10" NB, 4° 44' 39" OL | 0361/WN543 | Woning in jugendstil                                                                                                  |
| Bankgebouw met bovenwoning in neorenaissance stijl                                                                    | 1911                  |                               | Spoorstraat 38                    | 52° 38' 11" NB, 4° 44' 35" OL | 0361/WN544 | Bankgebouw met bovenwoning in neorenaissance stijl                                                                    |
| Woning in neorenaissancestijl                                                                                         | 1910                  |                               | Spoorstraat 81                    | 52° 38' 13" NB, 4° 44' 30" OL | 0361/WN545 | Woning in neorenaissancestijl                                                                                         |
| Winkel met bovenwoning in neorenaissancestijl                                                                         | 1910                  |                               | Spoorstraat 83                    | 52° 38' 13" NB, 4° 44' 29" OL | 0361/WN546 | Winkel met bovenwoning in neorenaissancestijl                                                                         |
| Woning in neorenaissancestijl                                                                                         | 1910                  |                               | Spoorstraat 85                    | 52° 38' 14" NB, 4° 44' 29" OL | 0361/WN547 | Woning in neorenaissancestijl                                                                                         |
| Woning in neorenaissancestijl                                                                                         | 1910                  |                               | Spoorstraat 87                    | 52° 38' 14" NB, 4° 44' 29" OL | 0361/WN548 | Woning in neorenaissancestijl                                                                                         |
| Woning in neorenaissancestijl                                                                                         | 1910                  |                               | Spoorstraat 89                    | 52° 38' 14" NB, 4° 44' 29" OL | 0361/WN549 | Woning in neorenaissancestijl                                                                                         |
| Winkel met bovenwoning in neorenaissancestijl                                                                         | 1910                  |                               | Spoorstraat 91                    | 52° 38' 14" NB, 4° 44' 29" OL | 0361/WN550 | Winkel met bovenwoning in neorenaissancestijl                                                                         |
| Woning in neorenaissancestijl                                                                                         | 1910                  |                               | Spoorstraat 93                    | 52° 38' 14" NB, 4° 44' 28" OL | 0361/WN551 | Woning in neorenaissancestijl                                                                                         |
| Woning in neorenaissancestijl                                                                                         | 1910                  |                               | Spoorstraat 95                    | 52° 38' 14" NB, 4° 44' 28" OL | 0361/WN552 | Woning in neorenaissancestijl                                                                                         |
| Woning |                       |                               | Stationstraat 56                  | 52° 38' 13" NB, 4° 44' 35" OL | 0361/WN553 | Woning |
| Overkapping tweede perron                                                                                             | 1895                  |                               | Stationsweg                       | 52° 38' 15" NB, 4° 44' 30" OL | 0361/WN554 | Overkapping tweede perron                                                                                             |
| Woning in neorenaissancestijl                                                                                         | 1887, Circa 1880      |                               | Stationsweg 36                    | 52° 38' 11" NB, 4° 44' 20" OL | 0361/WN555 | Woning in neorenaissancestijl                                                                                         |
| Woning in Amsterdamse School-stijl                                                                                    | 1922                  |                               | Stationsweg 38                    | 52° 38' 11" NB, 4° 44' 21" OL | 0361/WN556 | Woning in Amsterdamse School-stijl                                                                                    |
| Woning in Amsterdamse School-stijl                                                                                    | 1922                  |                               | Stationsweg 40                    | 52° 38' 12" NB, 4° 44' 21" OL | 0361/WN557 | Woning in Amsterdamse School-stijl                                                                                    |
| | 1906                  |                               | Stationsweg 41                    | 52° 38' 13" NB, 4° 44' 21" OL | 0361/WN558 | |
| Woning in Amsterdamse School-stijl                                                                                    | 1922                  |                               | Stationsweg 42                    | 52° 38' 12" NB, 4° 44' 21" OL | 0361/WN559 | Woning in Amsterdamse School-stijl                                                                                    |
| Woning in Amsterdamse School-stijl                                                                                    | 1922                  |                               | Stationsweg 44                    | 52° 38' 12" NB, 4° 44' 22" OL | 0361/WN560 | Woning in Amsterdamse School-stijl                                                                                    |
| Woning in Amsterdamse School-stijl                                                                                    | 1922                  |                               | Stationsweg 46                    | 52° 38' 12" NB, 4° 44' 22" OL | 0361/WN561 | Woning in Amsterdamse School-stijl                                                                                    |
| Woning in Amsterdamse School-stijl                                                                                    | 1922                  |                               | Stationsweg 48                    | 52° 38' 12" NB, 4° 44' 22" OL | 0361/WN562 | Woning in Amsterdamse School-stijl                                                                                    |
| Woning in Amsterdamse School-stijl                                                                                    | 1922                  |                               | Stationsweg 50                    | 52° 38' 13" NB, 4° 44' 22" OL | 0361/WN563 | Woning in Amsterdamse School-stijl                                                                                    |
| Woning in jugendstil                                                                                                  | 1914, 1913            |                               | Stationsweg 54                    | 52° 38' 13" NB, 4° 44' 23" OL | 0361/WN564 | Woning in jugendstil                                                                                                  |
| Woning in jugendstil                                                                                                  | 1914                  |                               | Stationsweg 56                    | 52° 38' 13" NB, 4° 44' 23" OL | 0361/WN565 | Woning in jugendstil                                                                                                  |
| Woning in Amsterdamse School-stijl                                                                                    | 1911                  |                               | Stationsweg 72                    | 52° 38' 15" NB, 4° 44' 26" OL | 0361/WN566 | Woning in Amsterdamse School-stijl                                                                                    |
| Woning in neorenaissancestijl, expressionistische stijl                                                               | 1900, 1935            |                               | Steijnstraat 1                    | 52° 37' 37" NB, 4° 44' 42" OL | 0361/WN567 | Woning in neorenaissancestijl, expressionistische stijl                                                               |
| Woning in jugendstil                                                                                                  | 1910                  |                               | Steijnstraat 21                   | 52° 37' 35" NB, 4° 44' 41" OL | 0361/WN568 | Woning in jugendstil                                                                                                  |
| Woning in jugendstil                                                                                                  | 1910                  |                               | Steijnstraat 23                   | 52° 37' 35" NB, 4° 44' 41" OL | 0361/WN569 | Woning in jugendstil                                                                                                  |
| Woning in Amsterdamse School-stijl                                                                                    | 1924                  | Fels, B.                      | Steijnstraat 72                   | 52° 37' 33" NB, 4° 44' 38" OL | 0361/WN570 | Woning in Amsterdamse School-stijl                                                                                    |
| Woning in traditionalistische stijl                                                                                   | 1916-1926             |                               | Tesselschadestraat 8              | 52° 37' 38" NB, 4° 44' 29" OL | 0361/WN571 | Woning in traditionalistische stijl                                                                                   |
| Woning in jugendstil                                                                                                  | 1911                  |                               | Toussaintstraat 13                | 52° 37' 38" NB, 4° 44' 35" OL | 0361/WN572 | Woning in jugendstil                                                                                                  |
| Woning in eclectische stijl                                                                                           | 1897                  |                               | Tuinstraat 45                     | 52° 38' 7" NB, 4° 44' 29" OL  | 0361/WN573 | Woning in eclectische stijl                                                                                           |
| Woning in eclectische stijl                                                                                           | 1897                  |                               | Tuinstraat 47                     | 52° 38' 7" NB, 4° 44' 28" OL  | 0361/WN574 | Woning in eclectische stijl                                                                                           |
| Woning in eclectische stijl                                                                                           | 1897                  |                               | Tuinstraat 49                     | 52° 38' 8" NB, 4° 44' 28" OL  | 0361/WN575 | Woning in eclectische stijl                                                                                           |
| Woning in eclectische stijl                                                                                           | 1897                  |                               | Tuinstraat 51                     | 52° 38' 8" NB, 4° 44' 28" OL  | 0361/WN576 | Woning in eclectische stijl                                                                                           |
| Woning in eclectische stijl                                                                                           | 1897                  |                               | Tuinstraat 53                     | 52° 38' 8" NB, 4° 44' 28" OL  | 0361/WN577 | Woning in eclectische stijl                                                                                           |
| Bedrijfspand; bovenwoning in functionalistische stijl in Zakelijke baksteen architectuur stijl                        | 1916, Circa 1920      | Loghem, J.B. van              | Van der Kaaijstraat 26            | 52° 38' 9" NB, 4° 44' 7" OL   | 0361/WN578 | Bedrijfspand; bovenwoning in functionalistische stijl in Zakelijke baksteen architectuur stijl                        |
| Woning in neorenaissancestijl                                                                                         | 1912                  |                               | Van der Meijstraat 13             | 52° 37' 52" NB, 4° 44' 7" OL  | 0361/WN579 | Woning in neorenaissancestijl                                                                                         |
| Woning in neorenaissancestijl                                                                                         | 1901                  |                               | Van Everdingenstraat 1            | 52° 37' 34" NB, 4° 44' 21" OL | 0361/WN580 | Woning in neorenaissancestijl                                                                                         |
| Woning in jugendstil, overgangsarchitectuur                                                                           | 1906, Circa 1910      | Bol, C.(no.6), Tip, A (no.10) | Van Everdingenstraat 2            | 52° 37' 33" NB, 4° 44' 21" OL | 0361/WN581 | Woning in jugendstil, overgangsarchitectuur                                                                           |
| Woning in jugendstil, overgangstijl                                                                                   | 1904, Circa 1900      |                               | Van Everdingenstraat 3            | 52° 37' 34" NB, 4° 44' 22" OL | 0361/WN582 | Woning in jugendstil, overgangstijl                                                                                   |
| Woning in jugendstil                                                                                                  | 1906                  |                               | Van Everdingenstraat 4            | 52° 37' 33" NB, 4° 44' 21" OL | 0361/WN583 | Woning in jugendstil                                                                                                  |
| Woning in jugendstil                                                                                                  | 1904                  |                               | Van Everdingenstraat 5            | 52° 37' 34" NB, 4° 44' 22" OL | 0361/WN584 | Woning in jugendstil                                                                                                  |
| Woning in jugendstil                                                                                                  | 1906                  |                               | Van Everdingenstraat 6            | 52° 37' 33" NB, 4° 44' 22" OL | 0361/WN585 | Woning in jugendstil                                                                                                  |
| Woning in jugendstil                                                                                                  | 1906                  |                               | Van Everdingenstraat 7            | 52° 37' 34" NB, 4° 44' 22" OL | 0361/WN586 | Woning in jugendstil                                                                                                  |
| Woning in jugendstil                                                                                                  | 1906                  |                               | Van Everdingenstraat 8            | 52° 37' 33" NB, 4° 44' 22" OL | 0361/WN587 | Woning in jugendstil                                                                                                  |
| Woning in jugendstil                                                                                                  | 1906                  |                               | Van Everdingenstraat 9            | 52° 37' 34" NB, 4° 44' 22" OL | 0361/WN588 | Woning in jugendstil                                                                                                  |
| Woning in jugendstil                                                                                                  | 1907                  |                               | Van Everdingenstraat 10           | 52° 37' 33" NB, 4° 44' 22" OL | 0361/WN589 | Woning in jugendstil                                                                                                  |
| Woning in jugendstil                                                                                                  | 1906                  |                               | Van Everdingenstraat 11           | 52° 37' 33" NB, 4° 44' 23" OL | 0361/WN590 | Woning in jugendstil                                                                                                  |
| Woning in jugendstil                                                                                                  | 1907                  |                               | Van Everdingenstraat 12           | 52° 37' 33" NB, 4° 44' 22" OL | 0361/WN591 | Woning in jugendstil                                                                                                  |
| Woning in jugendstil                                                                                                  | 1906                  |                               | Van Everdingenstraat 13           | 52° 37' 33" NB, 4° 44' 23" OL | 0361/WN592 | Woning in jugendstil                                                                                                  |
| Woning in jugendstil                                                                                                  | 1910                  |                               | Van Everdingenstraat 14           | 52° 37' 33" NB, 4° 44' 23" OL | 0361/WN593 | Woning in jugendstil                                                                                                  |
| Woning in jugendstil                                                                                                  | 1910                  |                               | Van Everdingenstraat 16           | 52° 37' 33" NB, 4° 44' 23" OL | 0361/WN594 | Woning in jugendstil                                                                                                  |
| Gebouw in neorenaissancestijl                                                                                         | 1900                  |                               | Van Everdingenstraat 2A           | 52° 37' 33" NB, 4° 44' 21" OL | 0361/WN595 | Upload foto |
| Woning in Amsterdamse School-stijl                                                                                    | 1930                  |                               | Van Houtenkade 1                  | 52° 37' 32" NB, 4° 44' 37" OL | 0361/WN596 | Woning in Amsterdamse School-stijl                                                                                    |
| | 1929                  |                               | Van Houtenkade 21                 | 52° 37' 22" NB, 4° 44' 20" OL | 0361/WN597 | |
| | 1931                  |                               | Van Houtenkade 48                 | 52° 37' 16" NB, 4° 44' 18" OL | 0361/WN598 | |
| Woning in jugendstil                                                                                                  | 1902                  |                               | Varnebroek 11                     | 52° 37' 45" NB, 4° 44' 26" OL | 0361/WN599 | Woning in jugendstil                                                                                                  |
| Woning in neoclassicistische stijl                                                                                    | 1875, Circa 1860      |                               | Varnebroek 15                     | 52° 37' 45" NB, 4° 44' 26" OL | 0361/WN600 | Woning in neoclassicistische stijl                                                                                    |
| |                       |                               | Verdronkenoord 2                  | 52° 37' 43" NB, 4° 45' 16" OL | 0361/WN601 | |
| |                       |                               | Verdronkenoord 4                  | 52° 37' 43" NB, 4° 45' 16" OL | 0361/WN602 | |
| Gebouw in neorenaissancestijl                                                                                         |                       |                               | Verdronkenoord 18                 | 52° 37' 44" NB, 4° 45' 14" OL | 0361/WN603 | Gebouw in neorenaissancestijl                                                                                         |
| School in neorenaissance stijl Luzac College                                                                          | 1889, Circa 1890      |                               | Verdronkenoord 28                 | 52° 37' 44" NB, 4° 45' 13" OL | 0361/WN604 | School in neorenaissance stijl Luzac College                                                                          |
| Woning in neorenaissancestijl                                                                                         | 1910                  |                               | Verdronkenoord 51                 | 52° 37' 44" NB, 4° 45' 10" OL | 0361/WN605 | Woning in neorenaissancestijl                                                                                         |
| Winkel/woonhuis in jugendstil                                                                                         | Circa 1915            |                               | Verdronkenoord 102                | 52° 37' 47" NB, 4° 45' 3" OL  | 0361/WN606 | Winkel/woonhuis in jugendstil                                                                                         |
| | 1828                  |                               | Verdronkenoord 110                | 52° 37' 48" NB, 4° 45' 2" OL  | 0361/WN607 | |
| Gebouw in neorenaissancestijl                                                                                         | 1880                  |                               | Verdronkenoord 115                | 52° 37' 47" NB, 4° 45' 1" OL  | 0361/WN608 | Gebouw in neorenaissancestijl                                                                                         |
| Woning | 1913                  |                               | Verdronkenoord 123                | 52° 37' 47" NB, 4° 45' 0" OL  | 0361/WN609 | Woning |
| Woning | 1875-1900             |                               | Verdronkenoord 78A                | 52° 37' 46" NB, 4° 45' 6" OL  | 0361/WN610 | Woning |
| Herenhuis in neorenaissancestijl Ruim zicht                                                                           | 1909, Circa 1890      | Johannes Balder               | Vierstaten 1                      | 52° 37' 23" NB, 4° 44' 10" OL | 0361/WN611 | Herenhuis in neorenaissancestijl Ruim zicht                                                                           |
| Herenhuis in neorenaissancestijl De Vierstaten                                                                        | 1909, Circa 1890      | Johannes Balder               | Vierstaten 2                      | 52° 37' 23" NB, 4° 44' 9" OL  | 0361/WN612 | Herenhuis in neorenaissancestijl De Vierstaten                                                                        |
| Herenhuis in neorenaissancestijl Levenslust                                                                           | 1909                  | Johannes Balder               | Vierstaten 3                      | 52° 37' 23" NB, 4° 44' 9" OL  | 0361/WN613 | Herenhuis in neorenaissancestijl Levenslust                                                                           |
| Woning in neoclassicistische stijl                                                                                    | 1895                  |                               | Vogelezang 1                      | 52° 37' 47" NB, 4° 44' 24" OL | 0361/WN614 | Woning in neoclassicistische stijl                                                                                    |
| | 1905                  |                               | Voordam 4                         | 52° 37' 55" NB, 4° 45' 4" OL  | 0361/WN615 | |
| |                       |                               | Voormeer 13                       | 52° 37' 39" NB, 4° 45' 22" OL | 0361/WN616 | |
| Woning |                       |                               | Voormeer 17                       | 52° 37' 39" NB, 4° 45' 22" OL | 0361/WN617 | Woning |
| Woning | 1875                  |                               | Voormeer 18                       | 52° 37' 39" NB, 4° 45' 22" OL | 0361/WN618 | Woning |
| Woning in neoclassicistische stijl                                                                                    |                       |                               | Voormeer 26                       | 52° 37' 40" NB, 4° 45' 20" OL | 0361/WN619 | Woning in neoclassicistische stijl                                                                                    |
| Gebouw in jugendstil                                                                                                  | 1909                  |                               | Waagplein 3                       | 52° 37' 53" NB, 4° 44' 60" OL | 0361/WN620 | Gebouw in jugendstil                                                                                                  |
| Bedrijfspand in jugendstil                                                                                            | 1909                  |                               | Wageweg 13                        | 52° 37' 48" NB, 4° 45' 21" OL | 0361/WN621 | Bedrijfspand in jugendstil                                                                                            |
| |                       |                               | Wageweg 16                        | 52° 37' 49" NB, 4° 45' 20" OL | 0361/WN622 | |
| | 1800-1900             |                               | Wageweg 17                        | 52° 37' 49" NB, 4° 45' 20" OL | 0361/WN623 | |
| |                       |                               | Westerburgstraat 2                | 52° 37' 39" NB, 4° 45' 7" OL  | 0361/WN624 | |
| Woning |                       |                               | Westerweg 4                       | 52° 38' 6" NB, 4° 44' 20" OL  | 0361/WN625 | Woning |
| Woning |                       |                               | Westerweg 6                       | 52° 38' 6" NB, 4° 44' 20" OL  | 0361/WN626 | Woning |
| Rentenierswoning in eclectische stijl Bergerhout                                                                      | Circa 1870            |                               | Westerweg 14                      | 52° 38' 5" NB, 4° 44' 18" OL  | 0361/WN627 | Rentenierswoning in eclectische stijl Bergerhout                                                                      |
| Woning in traditionalistische stijl                                                                                   |                       |                               | Westerweg 34                      | 52° 38' 3" NB, 4° 44' 16" OL  | 0361/WN628 | Woning in traditionalistische stijl                                                                                   |
| Woning in ambachtelijk traditionele stijl                                                                             |                       |                               | Westerweg 56                      | 52° 38' 2" NB, 4° 44' 14" OL  | 0361/WN629 | Woning in ambachtelijk traditionele stijl                                                                             |
| Woning in ambachtelijk traditionele stijl                                                                             |                       |                               | Westerweg 58                      | 52° 38' 2" NB, 4° 44' 13" OL  | 0361/WN630 | Woning in ambachtelijk traditionele stijl                                                                             |
| Woning in neoclassicistische stijl Villa Maria                                                                        | Circa 1850            |                               | Westerweg 62                      | 52° 38' 1" NB, 4° 44' 12" OL  | 0361/WN631 | Woning in neoclassicistische stijl Villa Maria                                                                        |
| Woning in traditionalistische stijl in Invloed rationele principes stijl                                              | 1913, 1912            | Wils, J.                      | Westerweg 82                      | 52° 37' 59" NB, 4° 44' 9" OL  | 0361/WN632 | Woning in traditionalistische stijl in Invloed rationele principes stijl                                              |
| Woning in traditionalistische stijl                                                                                   | 1913                  |                               | Westerweg 84                      | 52° 37' 59" NB, 4° 44' 9" OL  | 0361/WN633 | Woning in traditionalistische stijl                                                                                   |
| Woning in Amsterdamse School-stijl                                                                                    | 1920                  |                               | Westerweg 136                     | 52° 37' 55" NB, 4° 44' 2" OL  | 0361/WN634 | Woning in Amsterdamse School-stijl                                                                                    |
| Woning in Amsterdamse School-stijl                                                                                    | 1920                  |                               | Westerweg 138                     | 52° 37' 55" NB, 4° 44' 1" OL  | 0361/WN635 | Woning in Amsterdamse School-stijl                                                                                    |
| |                       |                               | Westerweg 152                     | 52° 37' 53" NB, 4° 43' 58" OL | 0361/WN636 | Upload foto |
| |                       |                               | Westerweg 254                     | 52° 37' 36" NB, 4° 43' 44" OL | 0361/WN637 | |
| Stolpboerderij | 1790                  |                               | Westerweg 342                     | 52° 37' 32" NB, 4° 43' 30" OL | 0361/WN638 | Upload foto |
| Woning in neoclassicistische stijl                                                                                    |                       |                               | Westerweg 62A                     | 52° 38' 1" NB, 4° 44' 12" OL  | 0361/WN639 | Woning in neoclassicistische stijl                                                                                    |
| Herenhuis | 1915, Circa 1906      | Kalverboer, E.                | Wilhelminalaan 3                  | 52° 37' 43" NB, 4° 44' 27" OL | 0361/WN640 | Herenhuis |
| Herenhuizen in neorenaissancestijl                                                                                    | 1898, Circa 1890      | Klaas Bakker Dzn.             | Wilhelminalaan 5                  | 52° 37' 43" NB, 4° 44' 26" OL | 0361/WN641 | Herenhuizen in neorenaissancestijl                                                                                    |
| Herenhuizen in neorenaissancestijl                                                                                    | 1901, Circa 1890      | Klaas Bakker Dzn.             | Wilhelminalaan 6                  | 52° 37' 43" NB, 4° 44' 26" OL | 0361/WN642 | Herenhuizen in neorenaissancestijl                                                                                    |
| Woning in neorenaissancestijl                                                                                         | 1901                  |                               | Wilhelminalaan 7                  | 52° 37' 42" NB, 4° 44' 25" OL | 0361/WN643 | Woning in neorenaissancestijl                                                                                         |
| Woning in neorenaissancestijl                                                                                         | 1894                  |                               | Wilhelminalaan 8                  | 52° 37' 42" NB, 4° 44' 25" OL | 0361/WN644 | Woning in neorenaissancestijl                                                                                         |
| Woning in neorenaissancestijl                                                                                         | 1894                  |                               | Wilhelminalaan 9                  | 52° 37' 42" NB, 4° 44' 25" OL | 0361/WN645 | Woning in neorenaissancestijl                                                                                         |
| Woning in neorenaissancestijl                                                                                         | 1893                  |                               | Wilhelminalaan 10                 | 52° 37' 42" NB, 4° 44' 24" OL | 0361/WN646 | Woning in neorenaissancestijl                                                                                         |
| Woning in traditionalistische stijl                                                                                   | 1910                  |                               | Wilhelminalaan 18                 | 52° 37' 36" NB, 4° 44' 10" OL | 0361/WN647 | Woning in traditionalistische stijl                                                                                   |
| Woning in neorenaissancestijl                                                                                         | 1898                  |                               | Wilhelminalaan 20                 | 52° 37' 36" NB, 4° 44' 9" OL  | 0361/WN648 | Woning in neorenaissancestijl                                                                                         |
| Herenhuizen in neoclassicistische/neorenaissancestijl                                                                 | 1897, Circa 1900      | Stoel, W.F?                   | Wilhelminalaan 21                 | 52° 37' 36" NB, 4° 44' 9" OL  | 0361/WN649 | Herenhuizen in neoclassicistische/neorenaissancestijl                                                                 |
| Herenhuizen in neorenaissancestijl                                                                                    | 1897, Circa 1900      | Stoel, W.F?                   | Wilhelminalaan 22                 | 52° 37' 36" NB, 4° 44' 9" OL  | 0361/WN650 | Herenhuizen in neorenaissancestijl                                                                                    |
| Woning in neorenaissancestijl                                                                                         | 1897                  |                               | Wilhelminalaan 23                 | 52° 37' 36" NB, 4° 44' 8" OL  | 0361/WN651 | Woning in neorenaissancestijl                                                                                         |
| Woning in neorenaissancestijl                                                                                         | 1897                  |                               | Wilhelminalaan 24                 | 52° 37' 35" NB, 4° 44' 8" OL  | 0361/WN652 | Woning in neorenaissancestijl                                                                                         |
| Woning in Amsterdamse School-stijl                                                                                    | 1921/1922             | Saal, D.                      | Wilhelminalaan 25                 | 52° 37' 35" NB, 4° 44' 8" OL  | 0361/WN653 | Woning in Amsterdamse School-stijl                                                                                    |
| Woning in Amsterdamse School-stijl                                                                                    | 1921/1922             | Saal, D.                      | Wilhelminalaan 26                 | 52° 37' 35" NB, 4° 44' 8" OL  | 0361/WN654 | Woning in Amsterdamse School-stijl                                                                                    |
| Woning in Amsterdamse School-stijl                                                                                    | 1922                  |                               | Wilhelminalaan 27                 | 52° 37' 35" NB, 4° 44' 7" OL  | 0361/WN655 | Woning in Amsterdamse School-stijl                                                                                    |
| Woning in neorenaissancestijl                                                                                         | 1899                  |                               | Zandersweg 2                      | 52° 37' 29" NB, 4° 43' 59" OL | 0361/WN656 | Woning in neorenaissancestijl                                                                                         |
| Woning in neorenaissancestijl                                                                                         | 1900-1925             |                               | Zevenhuizen 1                     | 52° 37' 60" NB, 4° 44' 33" OL | 0361/WN657 | Woning in neorenaissancestijl                                                                                         |
| Woning in neorenaissancestijl                                                                                         | 1900-1925             |                               | Zevenhuizen 5                     | 52° 37' 60" NB, 4° 44' 33" OL | 0361/WN658 | Woning in neorenaissancestijl                                                                                         |
| Woning | 1910                  |                               | Zijdam 6                          | 52° 37' 52" NB, 4° 45' 4" OL  | 0361/WN659 | Woning |